# Royon
Pour les articles homonymes, voir Royon (homonymie).
Royon est une commune française située dans le département du Pas-de-Calais en région Hauts-de-France. Ses habitants sont appelés les Royonnais. La commune est membre de la communauté de communes du Haut Pays du Montreuillois.

## Géographie

### Localisation
Localisée dans le sud-ouest du département du Pas-de-Calais, Royon est un village traversé par la Créquoise (qui se jette dans la Canche) qui a tranché une vallée verdoyante dans le plateau crayeux de Créquy et d'Azincourt. Le village est situé, à vol d'oiseau, à 11 km au sud-ouest de la commune de Fruges (aire d'attraction) et à 15 km à l'est de la commune de Montreuil-sur-Mer (chef-lieu d'arrondissement),,.
Les pentes de collines de la région étaient barrées par des haies de créquiers, à l’instar des restanques du midi, et qu'on appelait « royons ». Un créquier ou prunellier ou fourdrinier est un épineux fréquent dans les haies et clôtures de la région ; et la devise de la famille de Créquy était : « qui s'y frotte s'y pique ».

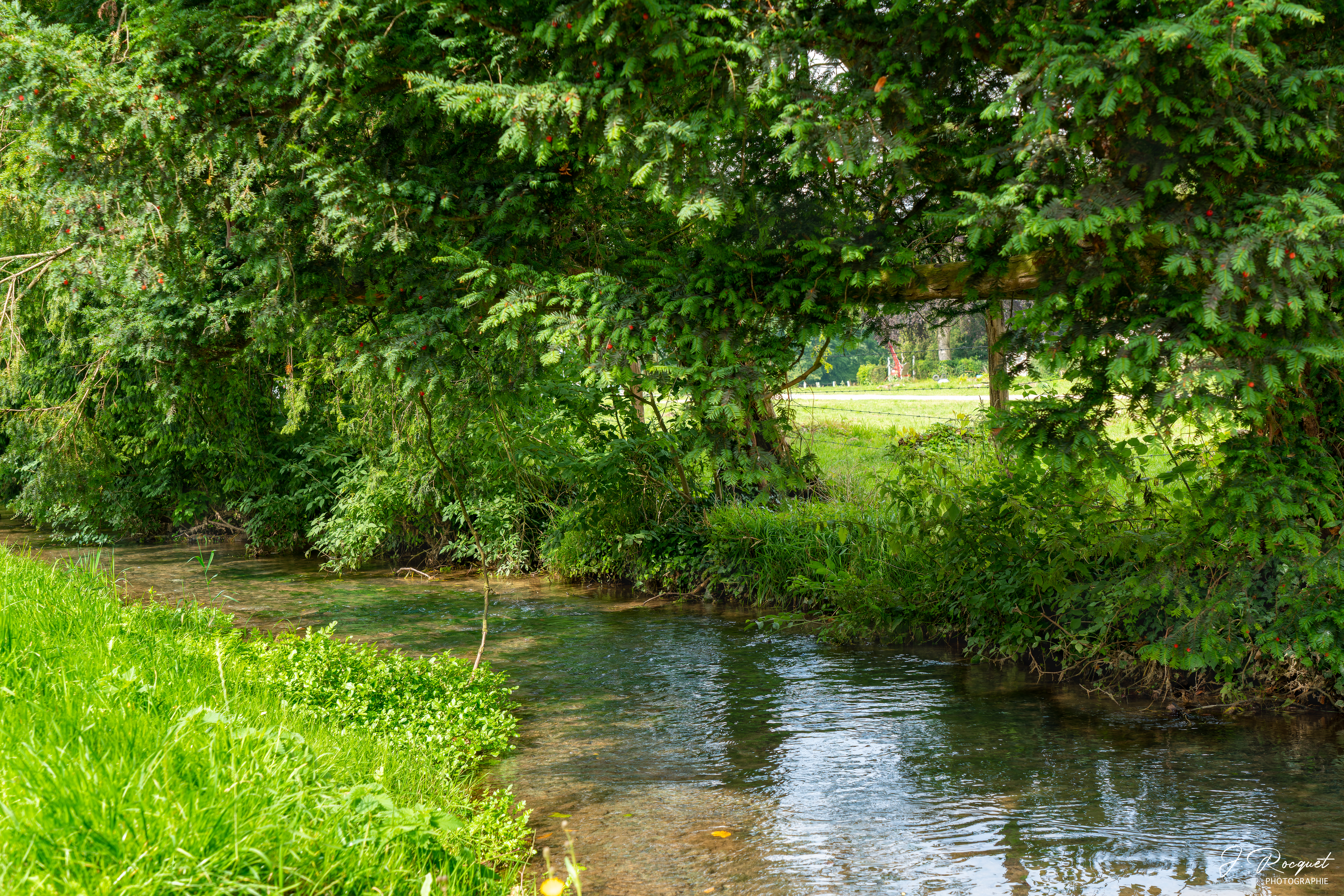
La Créquoise à proximité du château.
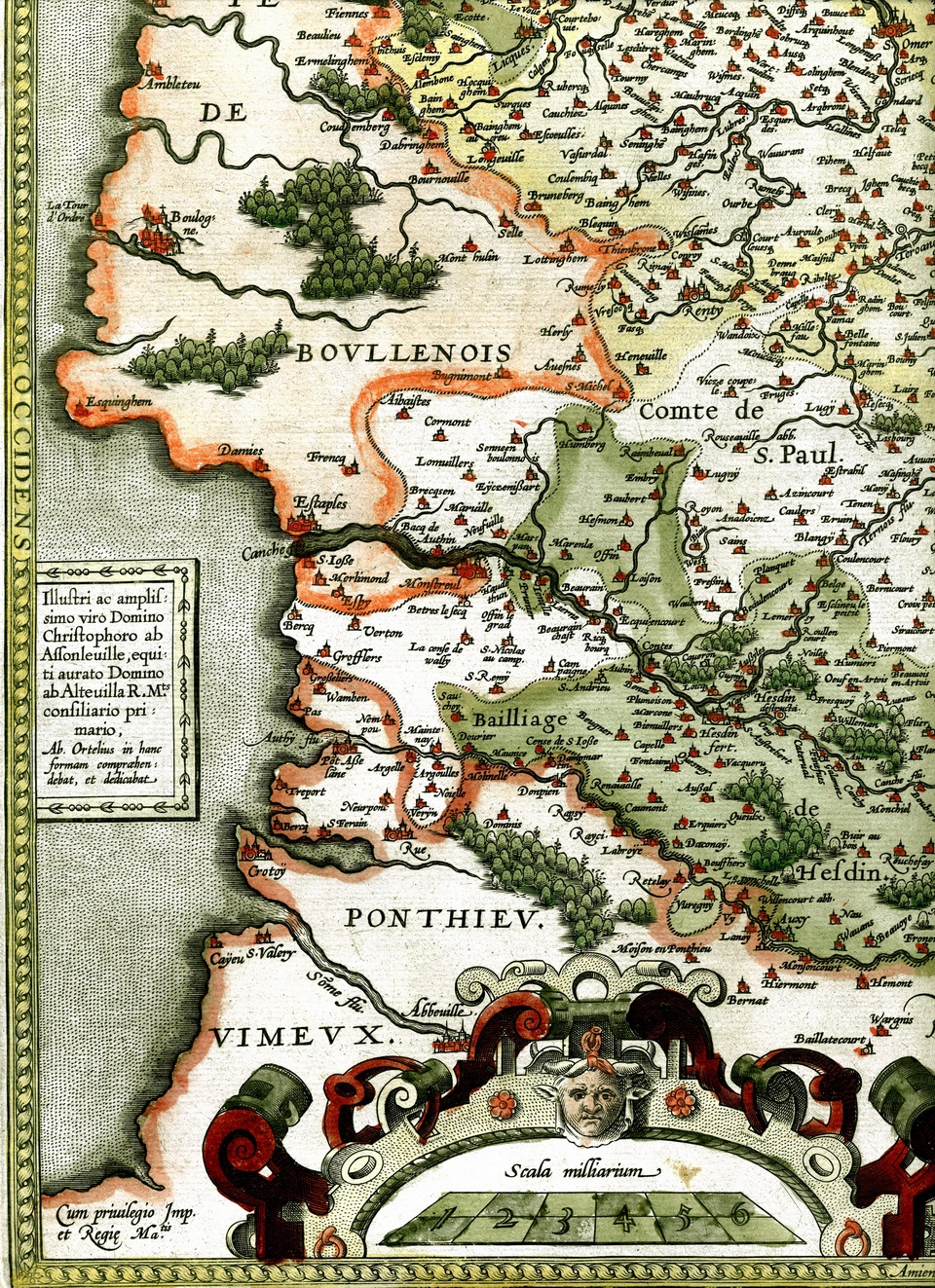
Carte de l'Artois par Ortellius - 1576.
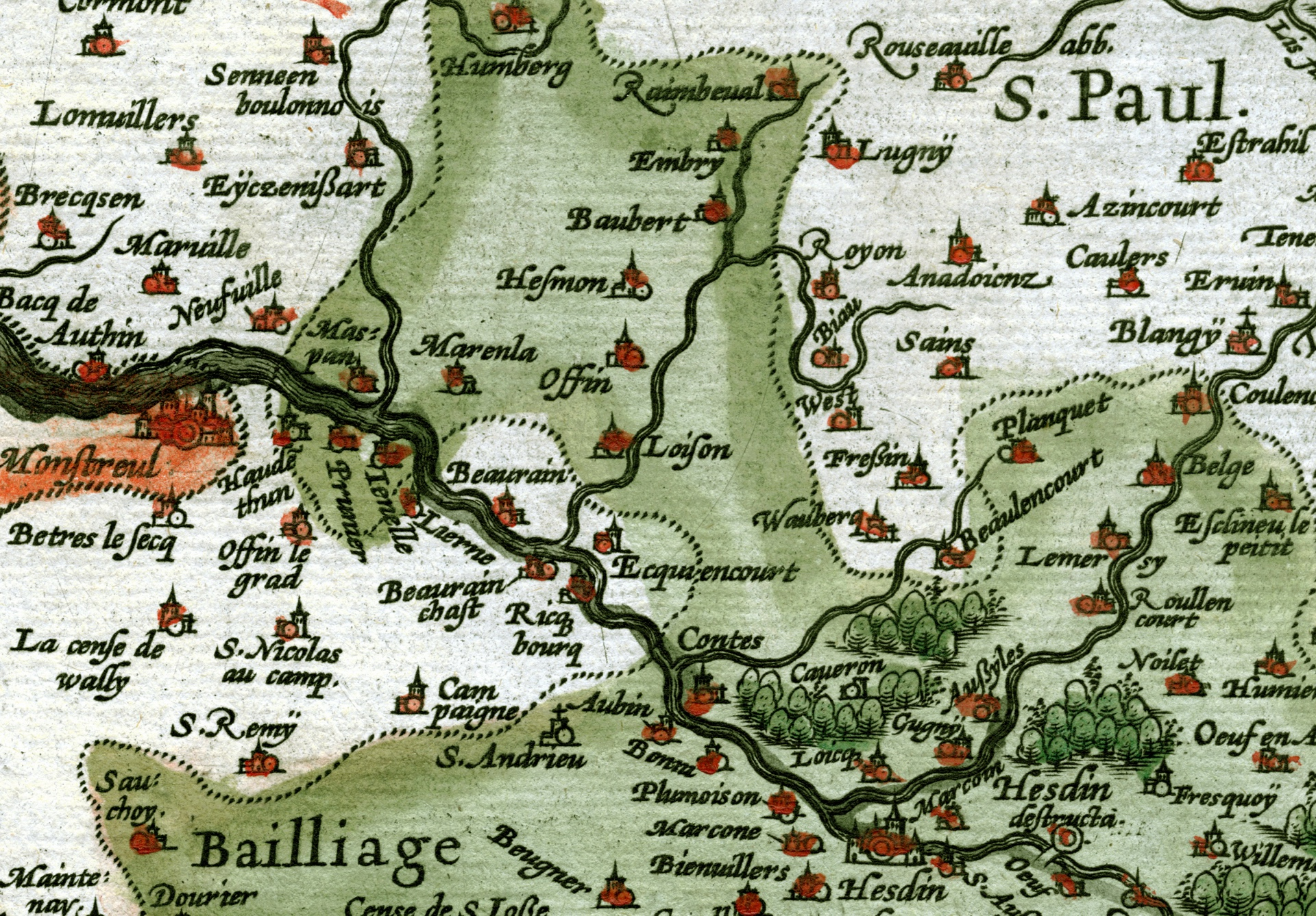
Détail sur Royon.

Le territoire de la commune est limitrophe de ceux de six communes.
Les communes limitrophes sont Créquy, Embry, Fressin, Lebiez, Sains-lès-Fressin et Torcy.

### Géologie et relief
La superficie de la commune est de 7,49 km2 ; son altitude varie de 54  à   160 m.

### Hydrographie
La commune, située dans le bassin Artois-Picardie, est, selon le Service d'administration nationale des données et référentiels sur l'eau (Sandre), drainée par quatre cours d'eau :
- la Créquoise, d'une longueur de 14,78 km, qui prend sa source dans la commune de Créquy et conflue dans la Canche au nord de Beaurainville, près du lieu-dit la Bleuence[7] ;

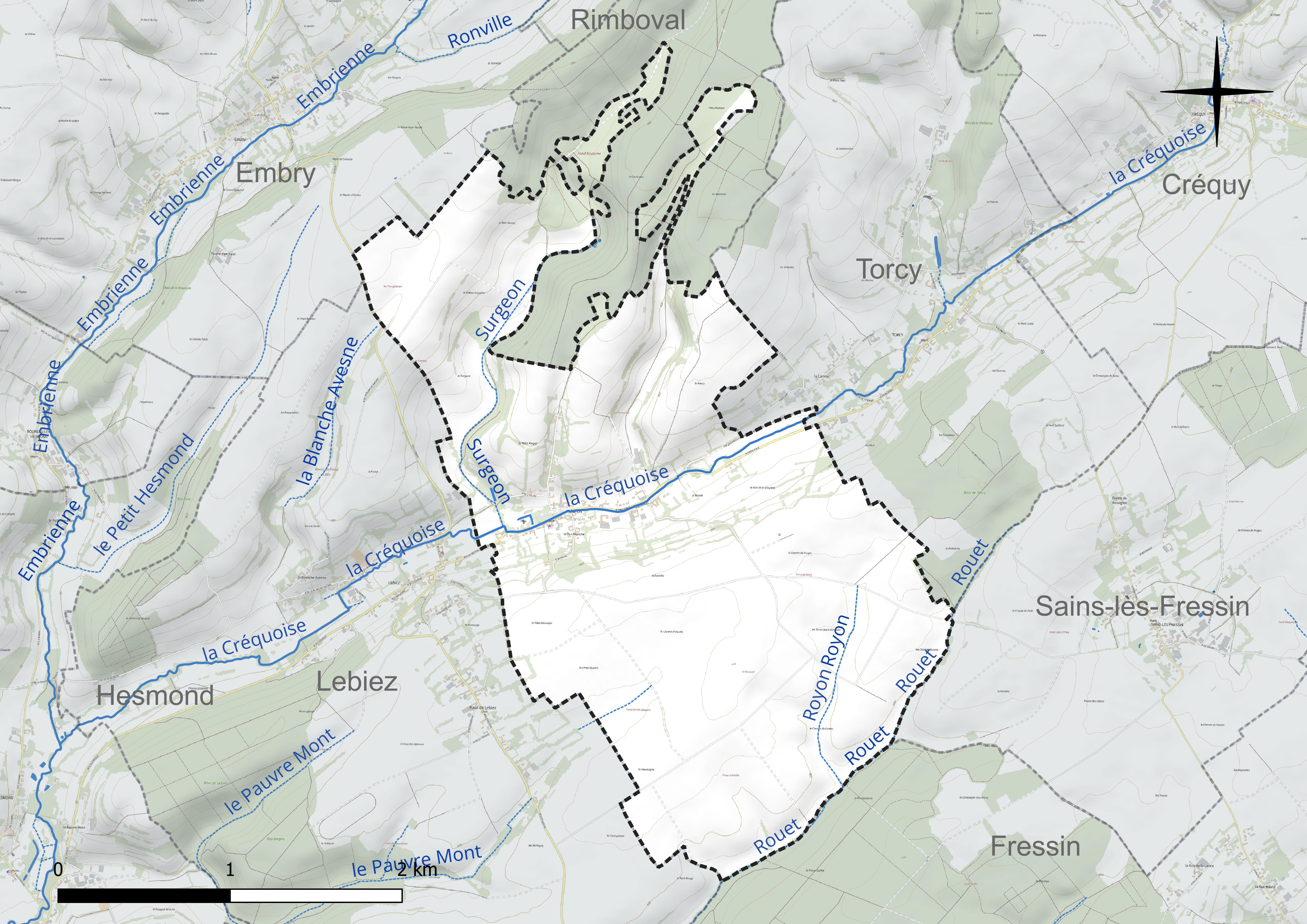
Réseau hydrographique de Royon.

- le Rouet, d'une longueur de 8,38 km, qui prend sa source dans la commune de Sains-lès-Fressin et se jette dans la Créquoise au niveau de la commune d'Offin[8] ;
- le Surgeon, d'une longueur de 2,19 km, qui prend sa source dans la commune de Créquy et conflue dans la Créquoise au niveau de la commune[9] ;
- le Royon, d'une longueur de 1,23 km, qui prend sa source dans la commune et se jette dans le Rouet au niveau de la commune de Fressin[10].

### Climat
Pour des articles plus généraux, voir Climat des Hauts-de-France et Climat du Nord-Pas-de-Calais.
En 2010, le climat de la commune est de type climat océanique franc, selon une étude du Centre national de la recherche scientifique (CNRS) s'appuyant sur une série de données couvrant la période 1971-2000. En 2020, Météo-France publie une typologie des climats de la France métropolitaine dans laquelle la commune est exposée à un climat océanique et est dans la région climatique Côtes de la Manche orientale, caractérisée par un faible ensoleillement (1 550 h/an) ; forte humidité de l’air (plus de 20 h/jour avec humidité relative > 80 % en hiver), vents forts fréquents.
Pour la période 1971-2000, la température annuelle moyenne est de 10,3 °C, avec une amplitude thermique annuelle de 12,8 °C. Le cumul annuel moyen de précipitations est de 976 mm, avec 12,9 jours de précipitations en janvier et 8,5 jours en juillet. Pour la période 1991-2020, la température moyenne annuelle observée sur la station météorologique la plus proche, située sur la commune de Radinghem à 12 km à vol d'oiseau, est de 10,5 °C et le cumul annuel moyen de précipitations est de 1 038,1 mm,. Pour l'avenir, les paramètres climatiques de la commune estimés pour 2050 selon différents scénarios d'émission de gaz à effet de serre sont consultables sur un site dédié publié par Météo-France en novembre 2022.

### Paysages
Pour un article plus général, voir Paysage en France.
La commune est située dans le « paysage montreuillois » tel que défini dans l’atlas des paysages de la région Nord-Pas-de-Calais, conçu par la direction régionale de l'Environnement, de l'Aménagement et du Logement (DREAL),. Ce paysage, qui concerne 98 communes, se délimite : à l’Ouest par des falaises qui, avec le recul de la mer, ont donné naissance aux bas-champs ourlées de dunes ; au Nord par la boutonnière du Boulonnais ; au sud par le vaste plateau formé par la vallée de l’Authie, et à l’Est par les paysages du Ternois et de Haut-Artois. Ce paysage régional, avec, dans son axe central, la vallée de la Canche et ses nombreux affluents comme la Course, la Créquoise, la Planquette…, offre une alternance de vallées et de plateaux, appelée « ondulations montreuilloises ». Dans ce paysage, et plus particulièrement sur les plateaux, on cultive la betterave sucrière, le blé et le maïs, et les plateaux entre la Ternoise et la Créquoise sont couverts de vastes massifs forestiers comme la forêt d'Hesdin, les bois de Fressin, Sains-lès-Fressin, Créquy….

### Milieux naturels et biodiversité

#### Zones naturelles d'intérêt écologique, faunistique et floristique
L’inventaire des zones naturelles d'intérêt écologique, faunistique et floristique (ZNIEFF) a pour objectif de réaliser une couverture des zones les plus intéressantes sur le plan écologique, essentiellement dans la perspective d’améliorer la connaissance du patrimoine naturel national et de fournir aux différents décideurs un outil d’aide à la prise en compte de l’environnement dans l’aménagement du territoire.
Le territoire communal comprend deux ZNIEFF de type 1 : 
- le bois de Créquy. D’une superficie de 2 017 ha et d'une altitude variant de 54  à   182 mètres, c'est un des plus vastes massifs boisés des hautes terres artésiennes[19] ;
- le bois de Fressin, d’une superficie de 601 ha et d'une altitude variant de 52  à   129 mètres. Cette ZNIEFF appartient au complexe écologique constitué par les vallées de la Créquoise et de la Planquette et leurs versants boisés[20].

et une ZNIEFF de type 2 : les vallées de la Créquoise et de la Planquette, d’une superficie de 15 157 ha et d'une altitude variant de 13  à   181 mètres. Ces deux vallées se situent aux confins de deux régions naturelles : le Haut Pays d’Artois et le Ternois et constituent un des paysages ruraux traditionnels du Nord-Pas-de-Calais les mieux conservés.

Carte des ZNIEFF de type 1 et 2 sur la commune
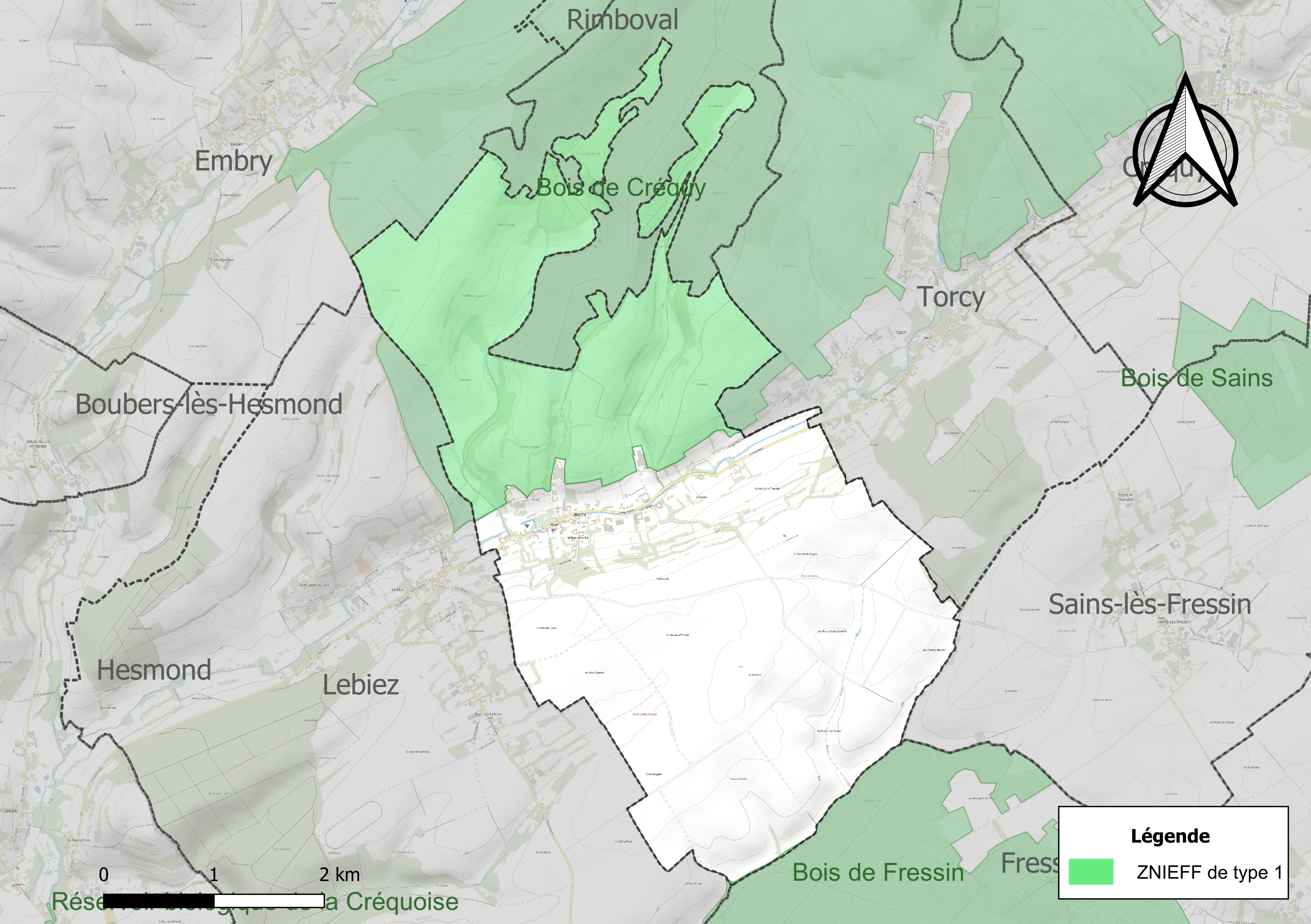
Carte des ZNIEFF de type 1 sur la commune.
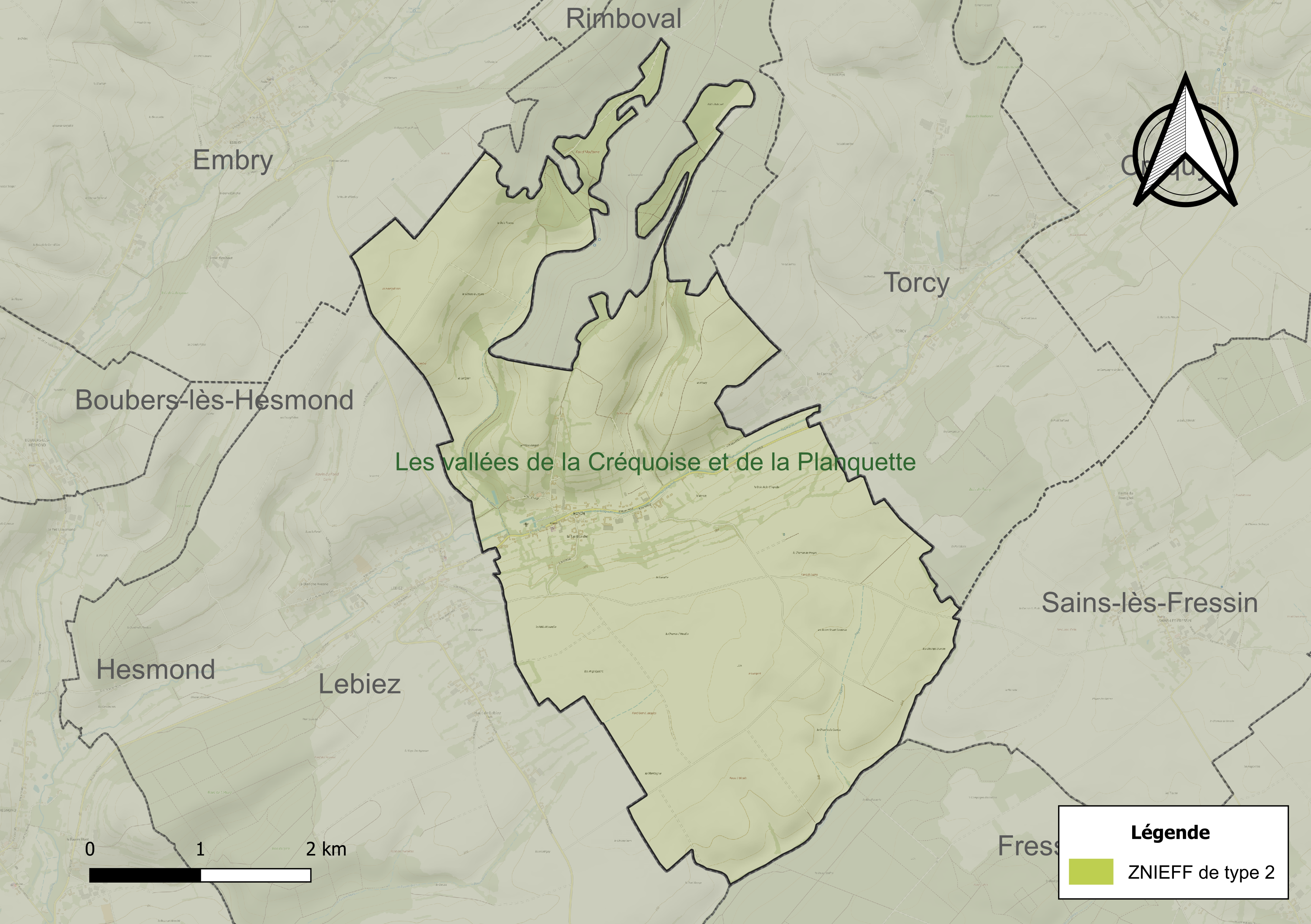
Carte de la ZNIEFF de type 2 sur la commune.

#### Espèces faunistiques et floristiques
L’Inventaire national du patrimoine naturel (INPN) recense plusieurs espèces faunistiques et floristiques sur le territoire de la commune dont certaines sont protégées et d’autres menacées et quasi-menacées.

## Urbanisme

### Typologie
Au 1er janvier 2024, Royon est catégorisée commune rurale à habitat dispersé, selon la nouvelle grille communale de densité à sept niveaux définie par l'Insee en 2022.
Elle est située hors unité urbaine. Par ailleurs la commune fait partie de l'aire d'attraction de Fruges, dont elle est une commune de la couronne,. Cette aire, qui regroupe 22 communes, est catégorisée dans les aires de moins de 50 000 habitants,.

### Occupation des sols
L'occupation des sols de la commune, telle qu'elle ressort de la base de données européenne d’occupation biophysique des sols Corine Land Cover (CLC), est marquée par l'importance des territoires agricoles (87,6 % en 2018), une proportion sensiblement équivalente à celle de 1990 (87,4 %). La répartition détaillée en 2018 est la suivante : 
terres arables (63,8 %), prairies (20,9 %), forêts (9,1 %), zones urbanisées (3,3 %), zones agricoles hétérogènes (2,9 %). L'évolution de l’occupation des sols de la commune et de ses infrastructures peut être observée sur les différentes représentations cartographiques du territoire : la carte de Cassini (XVIIIe siècle), la carte d'état-major (1820-1866) et les cartes ou photos aériennes de l'IGN pour la période actuelle (1950 à aujourd'hui).

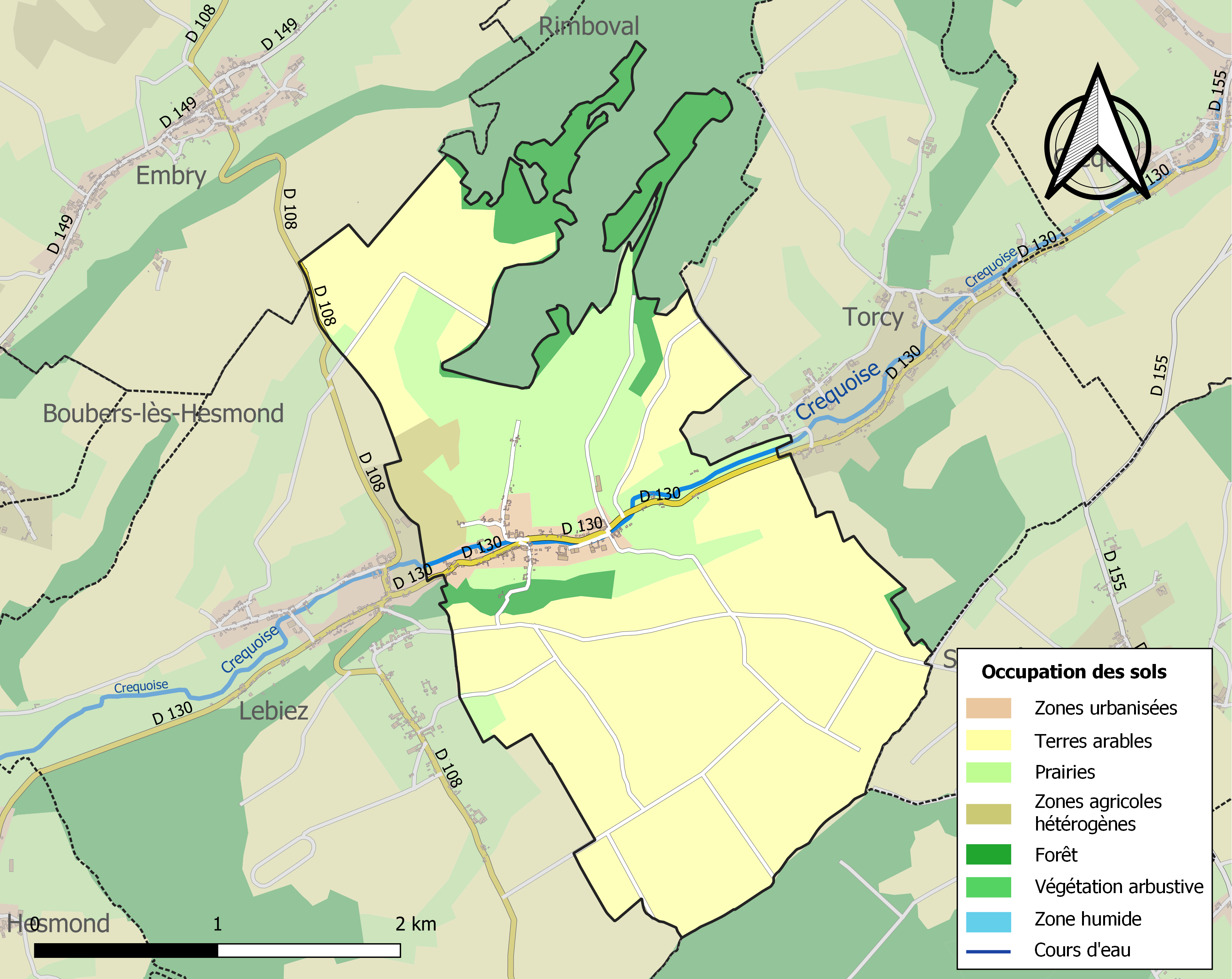
Carte des infrastructures et de l'occupation des sols de la commune en 2018 (CLC).

## Toponymie

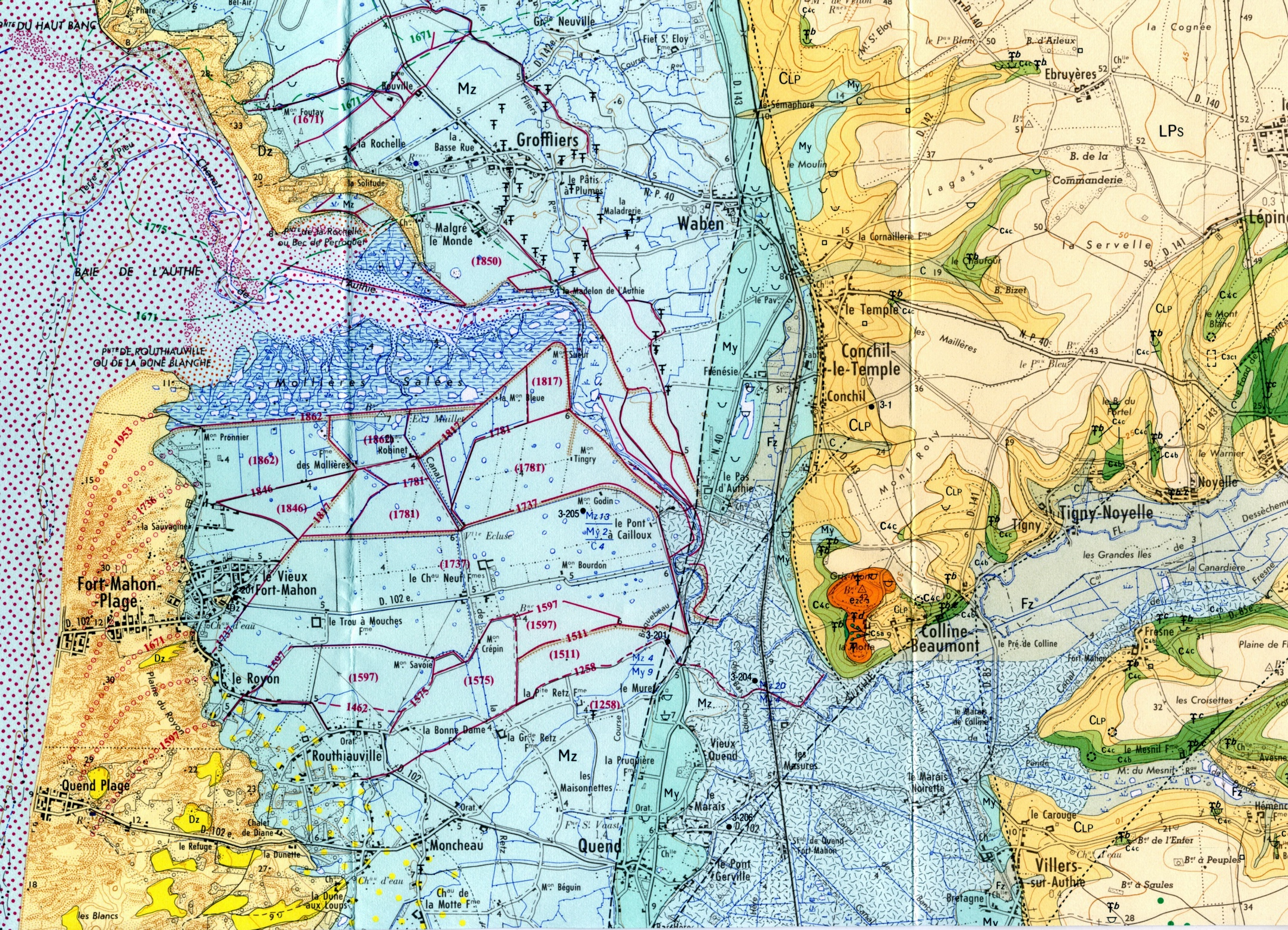
Carte des royons ou digues en Marquenterre (carte Géologique du BRGM).

Le nom de la localité est attesté sous les formes Royan en 1375 ; Roion en 1474 ; Ryon en 1520 ; Royon en 1559 ; Le Roion en 1584 ; Royon en 1793 et depuis 1801.
Dans le Marquenterre et les baies de Somme, Authie et Canche, les royons, désignaient des digues construites pour gagner des terres sur la mer qu'on appelait alors « relais de mer , « enclôtures », ou « renclotures ».
Ces renclôtures sont à rapprocher des polders des Pays-Bas. Sur la carte jointe, elles figurent en rouge avec leur année de création. Leur nom perdure sur les chemins ou routes de la région construites dessus.
- Première mention de Royon en 893 dans Gallia Christiana[28] : ce document cite comme vingt-et-unième abbé de Saint-Médard de Soissons « XXI. Altamarus comes de Royon in pago Atrebatensi (ou Artois), abbatiam S. Medardi Fulconi remensi archiepiscopo pro Sanvedastina dedit anno 893, quo anno Odo rex anterioraregum dona S. Medardo facta confirmavit praecepto quod habes Diplomaticae pag. 527 » Malheureusement, on ne peut retenir ce document; d'une part parce qu'il est établi que la notion de comté est largement postérieure à l'an mil, et d'autre part parce qu'il fait référence à un autre document  publié dans De re diplomatica qui est un faux connu. Il s'agit d'un acte de Saint-Médard de Soissons daté de l'an 893 dont Robert-Henri Bautier analyse toutes les incohérences. Enfin, quand bien même on tiendrait compte de ce faux, c'est pas le nom de Royon mais bien plus celui de Noyon qui semblerait devoir être retenu[29].
- 1201 : Roion : « Hugo de Roion vendidit ecclesie vestre ... quartam partem totius ville de Waringheval... » (Arch. Pas-de-Calais, Fonds Rodière),
- 1256 : Roion, (A. D. Nord, B 918 ):«... Moi Gérard dit de Bosco (du Bois?), seigneur de Roion, je fais savoir à tous ceux à qui ce présent écrit parviendra qu'a été passé entre moi et mon homme lige Robert de Contes une convention précisant que le dit Robert m'a donné et concédé à moi et à mes héritiers tous les droits qu'il avait ou pouvait avoir en matière de dons de gerbes sur le territoire de Roion  en échange de douze mesures de terre sises dans le territoire appelé Valois, près des terres de Madame la Comtesse de Bousser et de Messire Henri de Contes, chevalier. Cependant, étant donné que messire Jean de Biez, chevalier, (différent du chevalier de Jérusalem Jean de Biez, dont on parle plus loin et qui vivait en 1570) tient et possède actuellement pour toute sa vie douze journaux de ces terres, j'ai donné en échange au dit Robert, sur le conseil de bonnes et prudentes gens, une compensation suffisante: à savoir la terre  dite du champ de Buxi, près du bois de Messire Beaudoin de Créquy et du bois de Messire Henri de Gees (rapport avec le "fond Jean de Hée" à Sains les Fressin?), chevalier, deux mesures de terre près des terres du dit Robert et d'Arnoul dit Grandin (ou Grandet). Le dit Robert ou son héritier tiendront cette compensation tant que le susdit Messire Jean de Biez vivra. Mais quand il arrivera à  Messire Jean de Biez, chevalier, de quitter ce siècle, cette compensation reviendra à moi ou à mon héritier, et le dit Robert ou son héritier posséderont ensuite librement et paisiblement, suivant le droit héréditaire, les douze mesures de terre sises sur le territoire de Roion, dans le champ dit Halois. Il ne faut pas passer sous silence que j'ai passé les conventions inscrites ci-dessus en présence de mes hommes liges et du consentement de mon épouse Béatrice et de notre fils héritier Nicolas qui ont bien voulu donner également leur assentiment à ces conventions. Et, pour qu'elles soient convenablement, fidèlement et fermement observées, moi, Gérard, en témoignage de cette affaire, j'ai apposé mon sceau (disparu) en haut de ces présentes lettres et me suis obligé ainsi que mon héritier à en respecter la teneur. Fait en l'an de grâce 1256, le mois de janvier.. ».

Variantes : Château-Royon, Campagne-Royon, Castelroyon, Droyon, La Chaize-Royon, La Chapelle-Royon, La Ferté-Royon, Le Mesnil-Royon, Le Mas-Royon, Montroyon, Le Plessis-Royon, Pont Royon, Port-Royon, Royon le Grand, Royon le Petit, Valroyon, Van Royon, Van Der Royon, Villeroyon.

## Histoire
Royon dépendit du pagus Teruanensis (Thérouanne),, dont Unroch III de Frioul fut le premier comte connu (839-853),
La seigneurie de Royon fut fondée en 1259 par la famille de Créquy ; elle s'éteint rapidement en 1465 à la bataille de Montlhéry, et il n'en reste rien de bien établi.
Elle dépendit du diocèse de Thérouanne jusqu'en 1559, puis du diocèse de Boulogne et du doyenné de Fauquembergues, avec succursale à  Lebiez. Elle relevait du Conseil provincial d'Artois, de l'intendance de Lille, subdélégation de Hesdin sénéchaussée et recettes de Saint-Pol.
La seigneurie devenue comté (comte) puis marquisat (marquis) depuis 1692, fut un des fiefs de la famille de Bryas qui y a installé leur sépulture dans l'église (branche des Bryas de Royon). En 1692, la terre de Royon, dite d'un revenu considérable, a un château et 40 fiefs nobles en relèvent.
Mention est faite en 1641 d'un lieu-dit 'Roion' devenu 'Royon' en 1804, et actuellement quartier de Quend en Marquenterre.
Les seigneurs de Royon relèvent sur plusieurs générations de la famille de Bryas, liés au château de Royon. Une dalle funéraire placée dans l'église cf ci-dessus rappelle leur présence sur la commune.
Jean de Bryas, chevalier, seigneur de Royon, lieutenant au gouvernement d'Hesdin, et d'Anne de Dion.
Louis de Bryas (1665-1698), seigneur de Royon, bénéficie en avril 1692 de l'érection en marquisat, par lettres données à Versailles, de la terre de Royon. Il est à cette date député ordinaire des États d'Artois. Il tire son nom de la terre de Brias, érigée en comté depuis longtemps. Il est membre de la famille de Bryas, où il figure sous le nom de Louis Joseph de Bryas.
D'après l'historien français Auguste de Loisne : « Royon (érection en marquisat de 1692) faisait partie de la sénéchaussée de Saint-Pol en 1789 et suivait la coutume d'Artois. Son église, d’abord diocèse de Thérouanne, puis de Boulogne, doyenné de Fauquembergues, secours de Lebiez, était consacrée à saint Germain. »

## Politique et administration

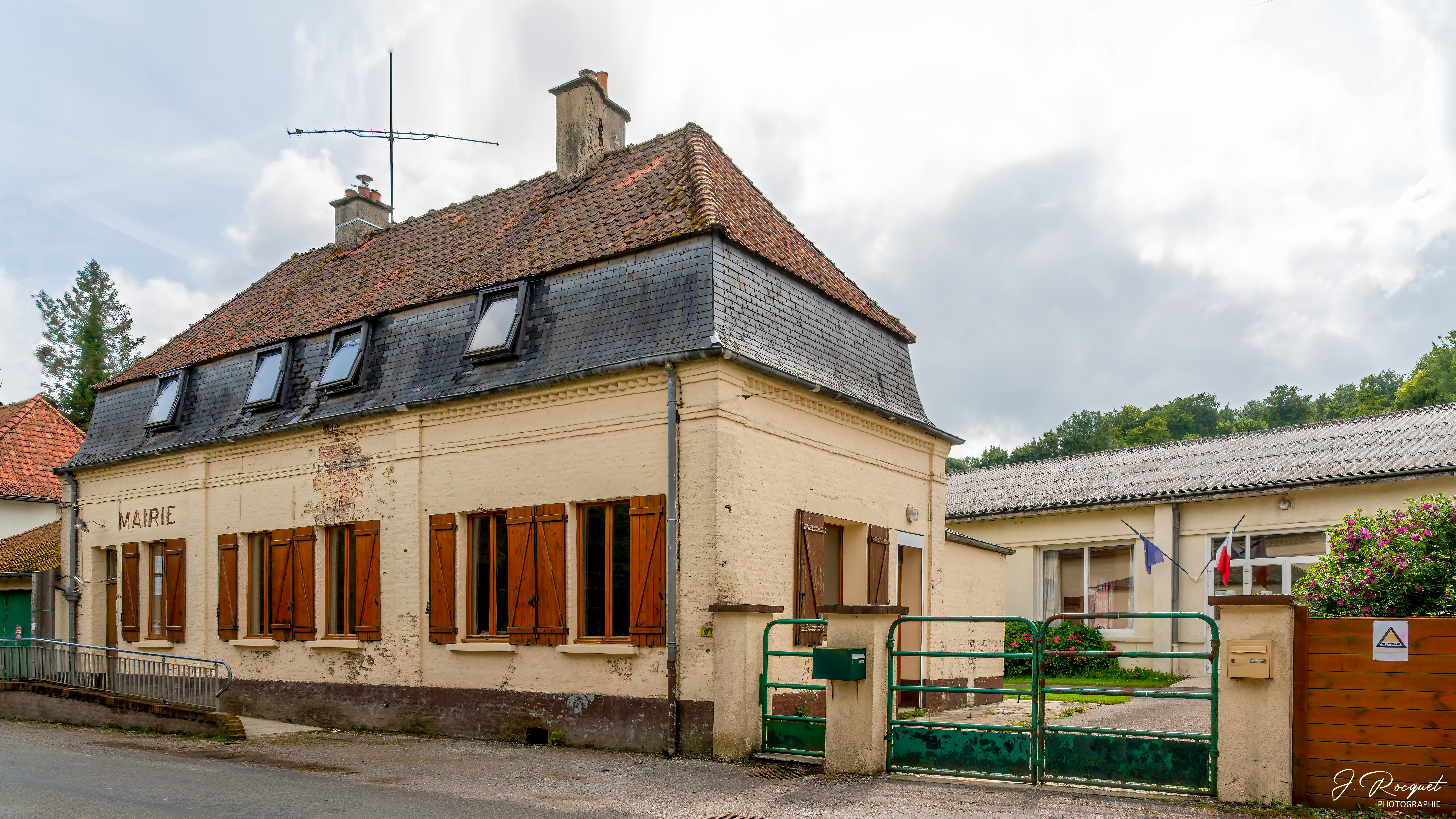
La mairie.

### Découpage territorial
La commune se trouve dans l'arrondissement de Montreuil du département du Pas-de-Calais.

#### Commune et intercommunalités
La commune est membre de la communauté de communes du Haut Pays du Montreuillois qui regroupe 49 communes et totalise 15 703 habitants en 2021.

#### Circonscriptions administratives
La commune est rattachée au canton de Fruges.

#### Circonscriptions électorales
Pour l'élection des députés, la commune fait partie de la quatrième circonscription du Pas-de-Calais.

### Élections municipales et communautaires

#### Liste des maires
Ludovic-Stanislas-François, baron de Hauteclocque, fils de Stanislas-François-Joseph et de Rosalie-Gabrielle de Beugny d'Hagerue, né à Arras le 24 août 1822, mort à Lille le 28 mars 1904, a été maire de Royon.
| Période                                  | Période                    | Identité                                         | Étiquette | Qualité |
| ---------------------------------------- | -------------------------- | ------------------------------------------------ | --------- | --- |
| Les données manquantes sont à compléter. |                            |                                                  |           | |
|                                          |                            | Baron Ludovic de Hauteclocque                    |           | Propriétaire du château de Royon |
|                                          |                            | Baron Hugues de Hauteclocque                     |           | Propriétaire du château de Royon |
| 1945                                     | 9 octobre 1981             | Baron Baudouin de Hauteclocque                   | RI        | Agriculteur Propriétaire du château de Royon Conseiller général du canton de Fruges (1958-1981) Sénateur du Pas-de-Calais (1965-1981) Décédé en fonction |
| 1981                                     | mai 2020                   | Baron Serge de Hauteclocque (neveu du précédent) | UMP       | Retraité Propriétaire du château de Royon Réélu pour le mandat 2014-2020,                                                                                |
| mai 2020                                 | En cours (au 4 avril 2022) | Jean-marie Cornuel                               |           | Ancien cadre, |

## Population et société

### Démographie
Les habitants sont appelés les Royonnais.

#### Évolution démographique
L'évolution du nombre d'habitants est connue à travers les recensements de la population effectués dans la commune depuis 1793. Pour les communes de moins de 10 000 habitants, une enquête de recensement portant sur toute la population est réalisée tous les cinq ans, les populations de référence des années intermédiaires étant quant à elles estimées par interpolation ou extrapolation. Pour la commune, le premier recensement exhaustif entrant dans le cadre du nouveau dispositif a été réalisé en 2007.

En 2022, la commune comptait 127 habitants, en évolution de −4,51 % par rapport à 2016 (Pas-de-Calais : −0,72 %, France hors Mayotte : +2,11 %).
| 1793 | 1800 | 1806 | 1821 | 1831 | 1836 | 1841 | 1846 | 1851 |
| ---- | ---- | ---- | ---- | ---- | ---- | ---- | ---- | ---- |
| 258  | 257  | 306  | 266  | 253  | 254  | 263  | 283  | 250  |

| 1856 | 1861 | 1866 | 1872 | 1876 | 1881 | 1886 | 1891 | 1896 |
| ---- | ---- | ---- | ---- | ---- | ---- | ---- | ---- | ---- |
| 222  | 225  | 234  | 231  | 220  | 219  | 228  | 246  | 210  |

| 1901 | 1906 | 1911 | 1921 | 1926 | 1931 | 1936 | 1946 | 1954 |
| ---- | ---- | ---- | ---- | ---- | ---- | ---- | ---- | ---- |
| 213  | 210  | 203  | 176  | 188  | 186  | 189  | 164  | 176  |

| 1962 | 1968 | 1975 | 1982 | 1990 | 1999 | 2006 | 2007 | 2012 |
| ---- | ---- | ---- | ---- | ---- | ---- | ---- | ---- | ---- |
| 153  | 133  | 135  | 127  | 117  | 103  | 115  | 117  | 128  |

| 2017 | 2022 | - | - | - | - | - | - | - |
| ---- | ---- | - | - | - | - | - | - | - |
| 135  | 127  | - | - | - | - | - | - | - |

#### Pyramide des âges
En 2018, le taux de personnes d'un âge inférieur à 30 ans s'élève à 36,3 %, soit en dessous de la moyenne départementale (36,7 %). À l'inverse, le taux de personnes d'âge supérieur à 60 ans est de 25,9 % la même année, alors qu'il est de 24,9 % au niveau départemental.
En 2018, la commune comptait 74 hommes pour 62 femmes, soit un taux de 54,41 % d'hommes, largement supérieur au taux départemental (48,50 %).
Les pyramides des âges de la commune et du département s'établissent comme suit.
| Hommes | Classe d’âge | Femmes |
| ------ | ------------ | ------ |
| 0,0    | 90 ou +      | 3,2    |
| 4,1    | 75-89 ans    | 11,3   |
| 19,2   | 60-74 ans    | 14,5   |
| 20,5   | 45-59 ans    | 24,2   |
| 15,1   | 30-44 ans    | 16,1   |
| 16,4   | 15-29 ans    | 11,3   |
| 24,7   | 0-14 ans     | 19,4   |

| Hommes | Classe d’âge | Femmes |
| ------ | ------------ | ------ |
| 0,5    | 90 ou +      | 1,6    |
| 5,6    | 75-89 ans    | 8,9    |
| 16,7   | 60-74 ans    | 18,1   |
| 20,2   | 45-59 ans    | 19,2   |
| 18,9   | 30-44 ans    | 18,1   |
| 18,2   | 15-29 ans    | 16,2   |
| 19,9   | 0-14 ans     | 17,9   |

## Culture locale et patrimoine

### Lieux et monuments
- L'église saint-Germain, datant du XVIIe siècle.

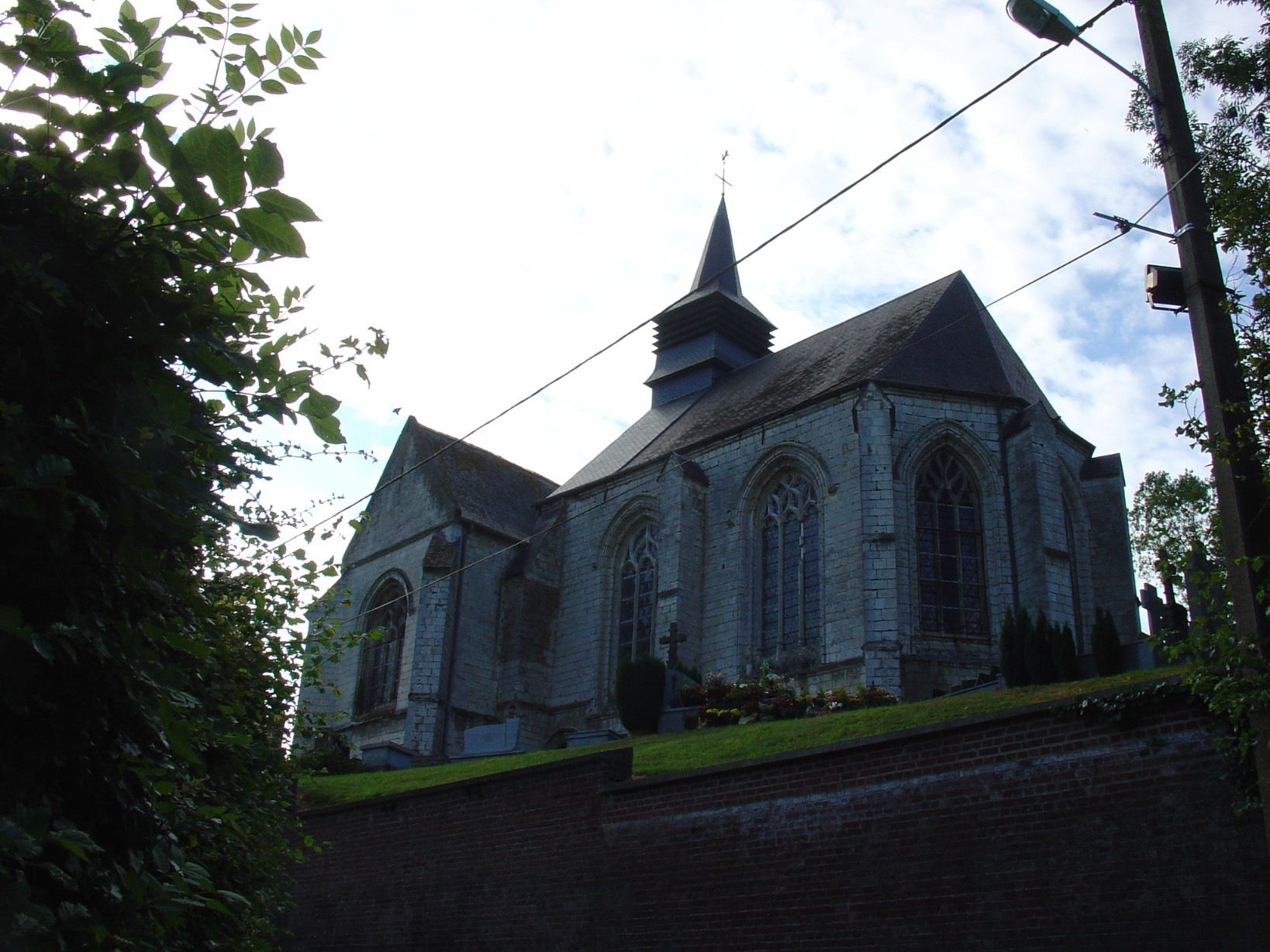
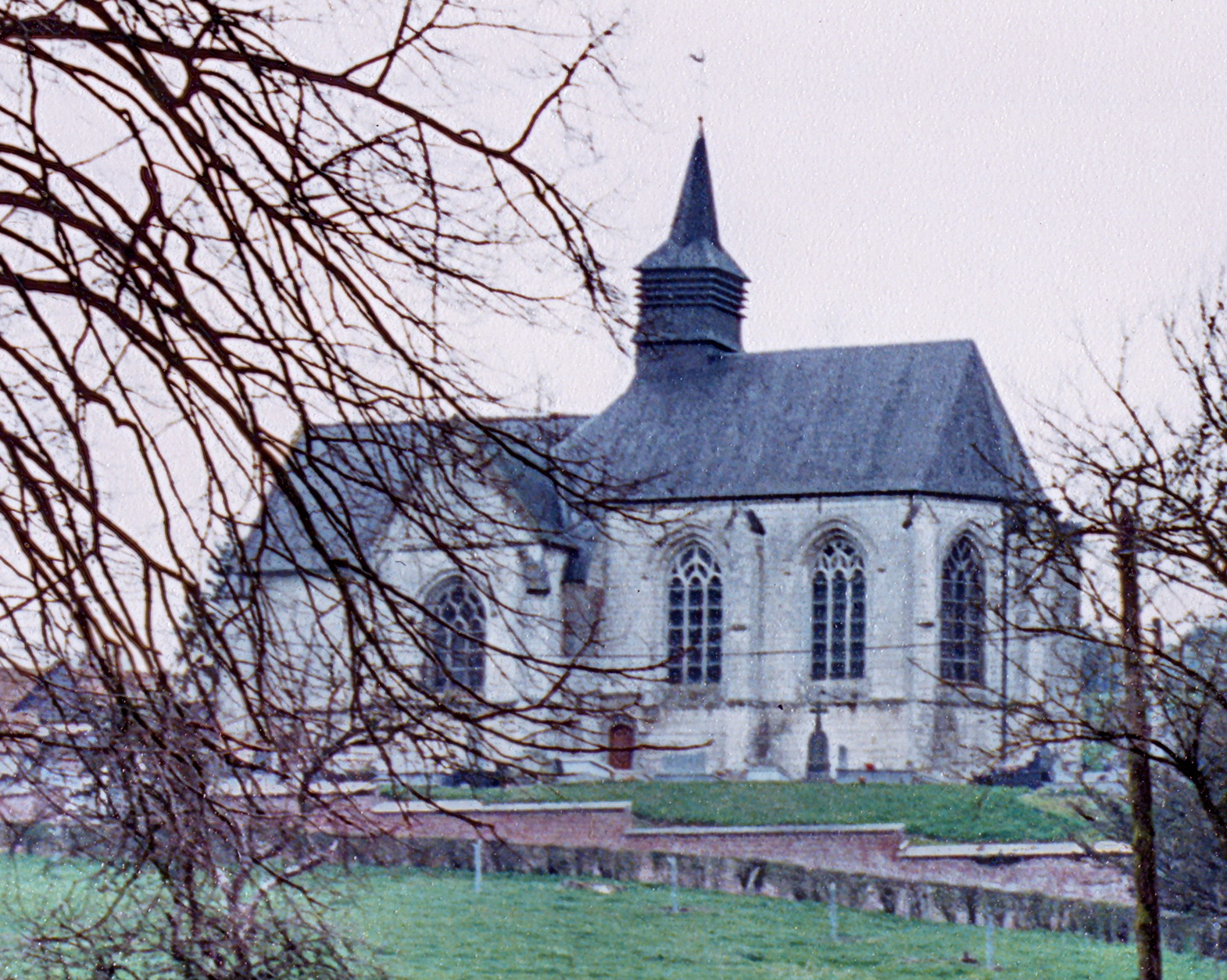
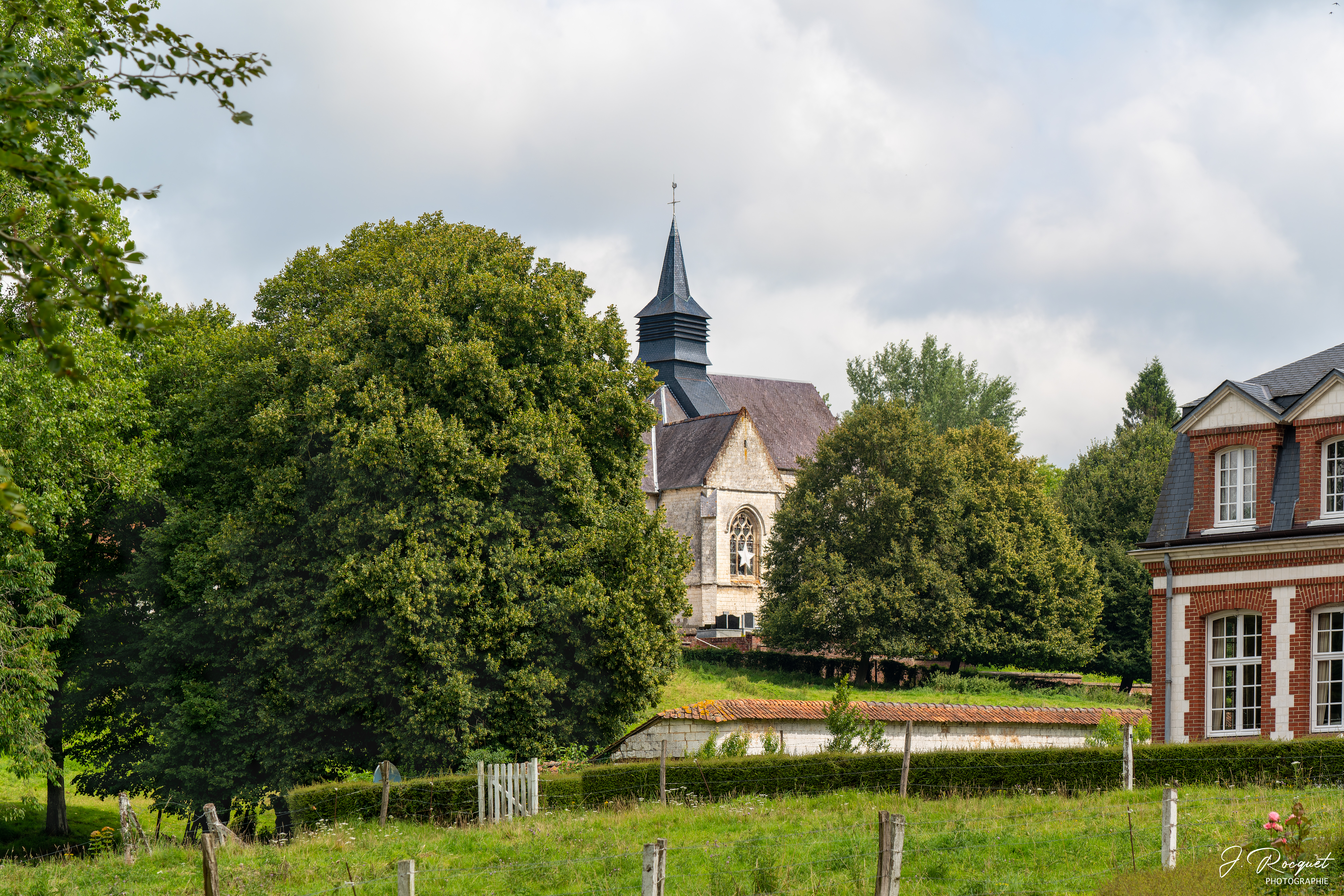

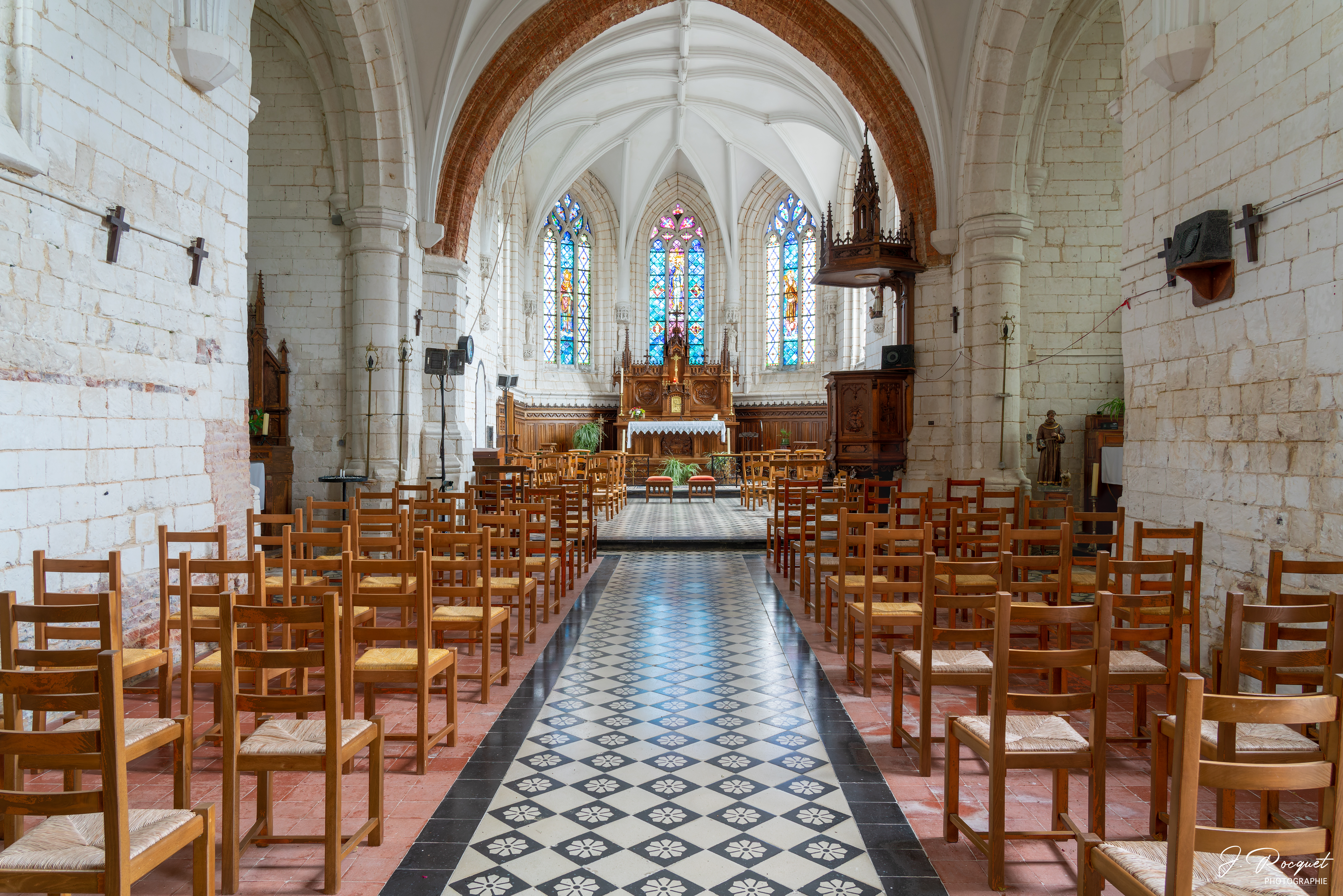
La nef et le chœur.
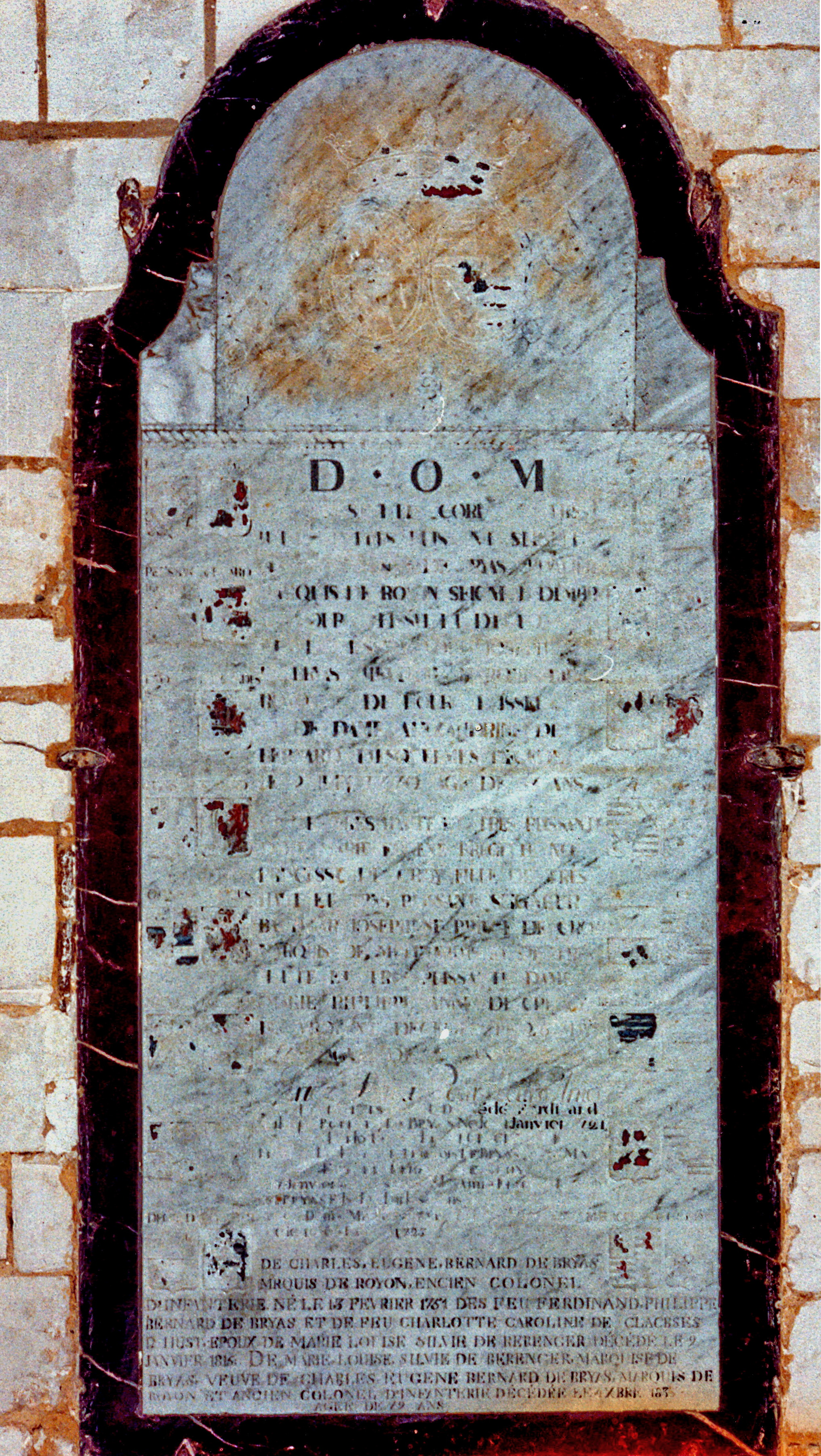
Dalle funéraire de Charles-Louis-François de Bryas XVIIIe siècle[50].
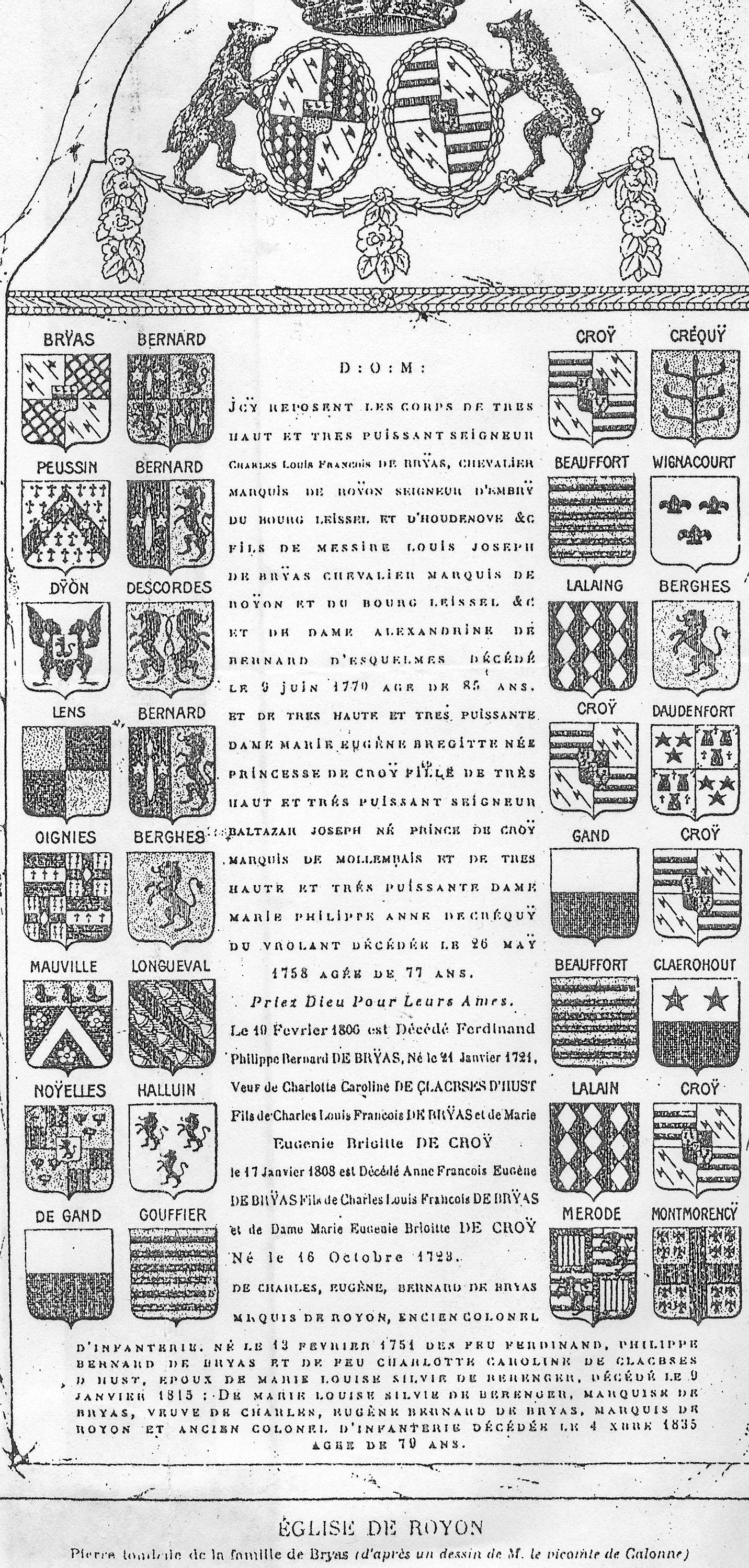
Transcription du texte de la dalle.
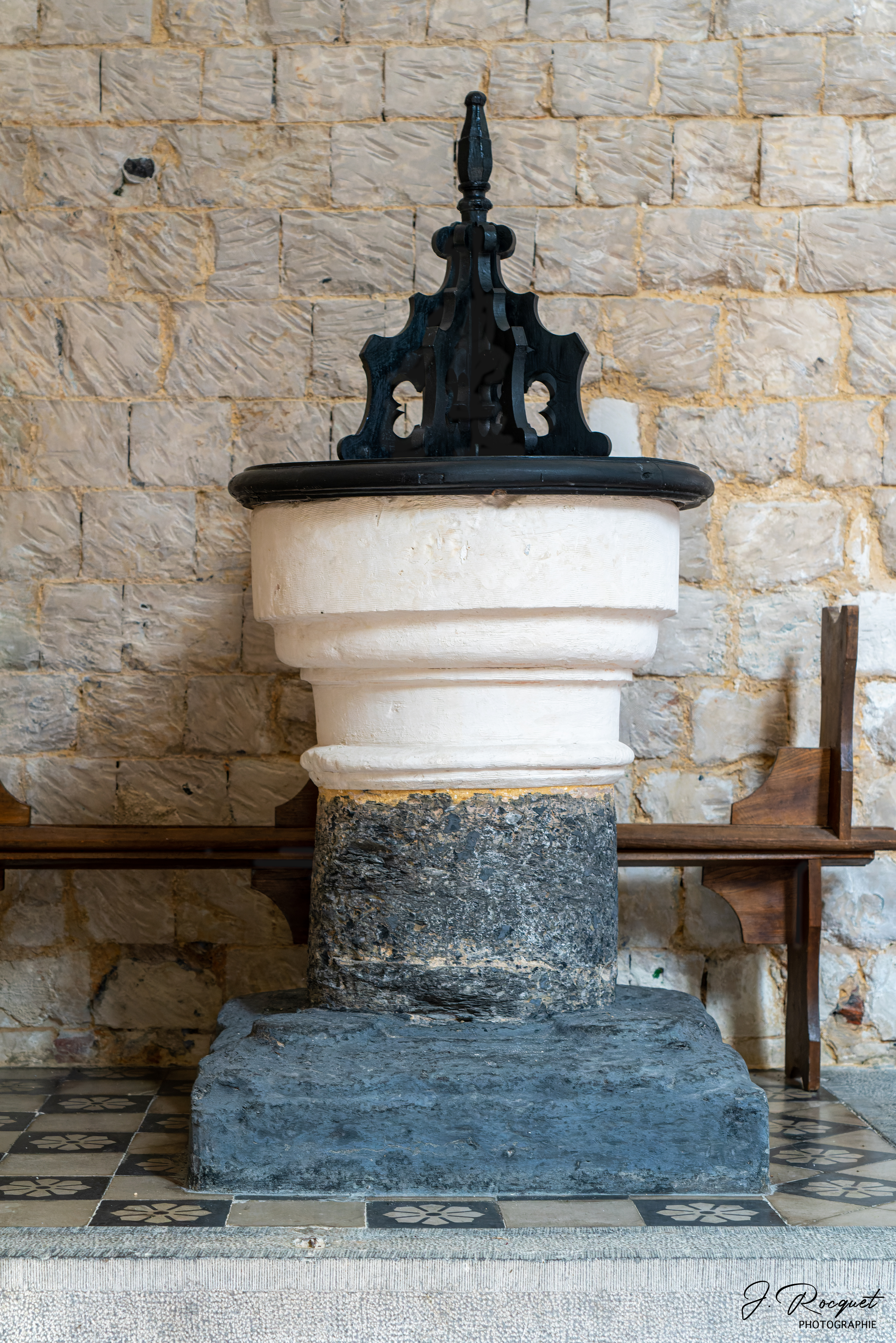
Les Fonts baptismaux XIIe siècle, XIIIe siècle° et XVIe siècle.

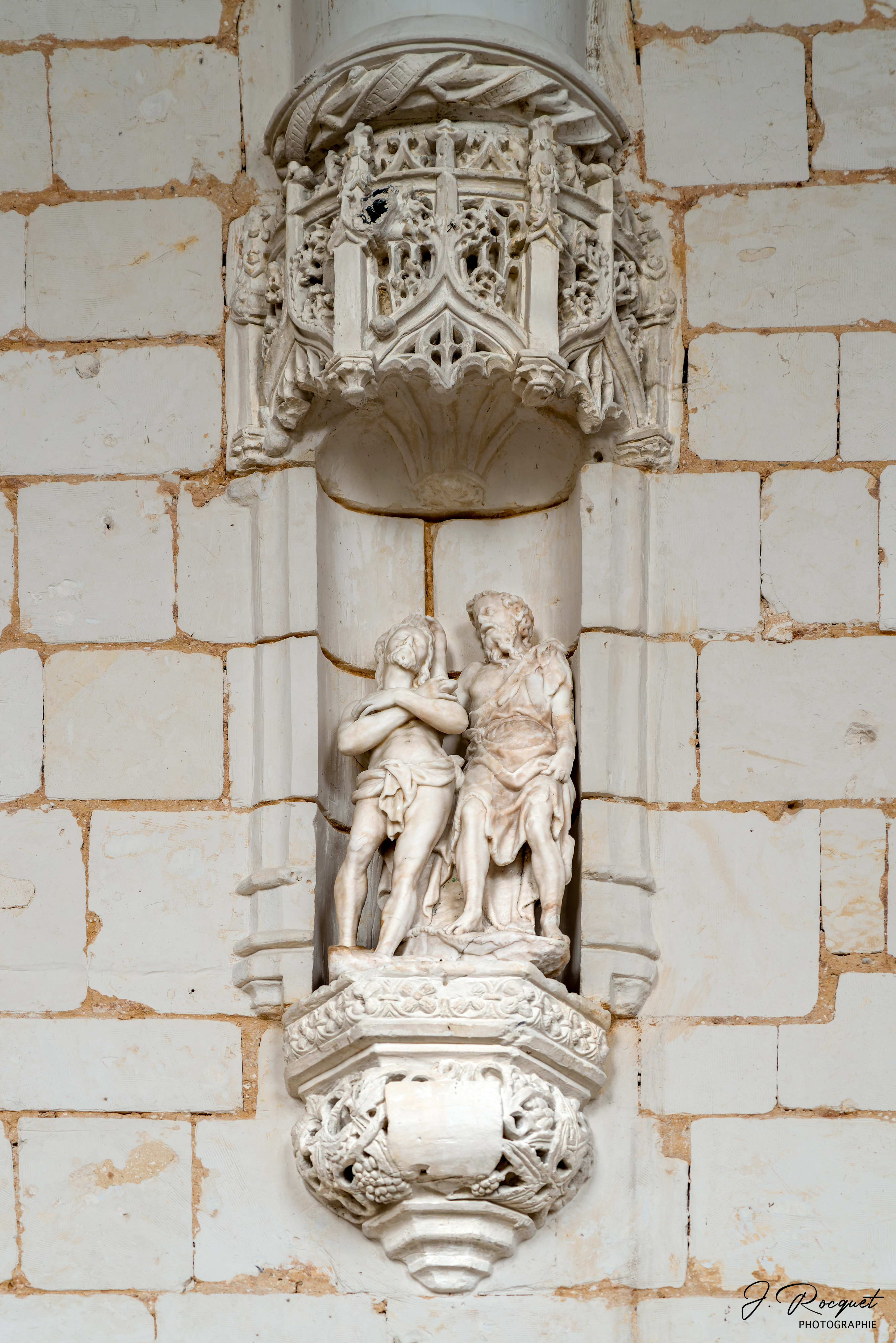
Albâtre taillé XVIIe siècle
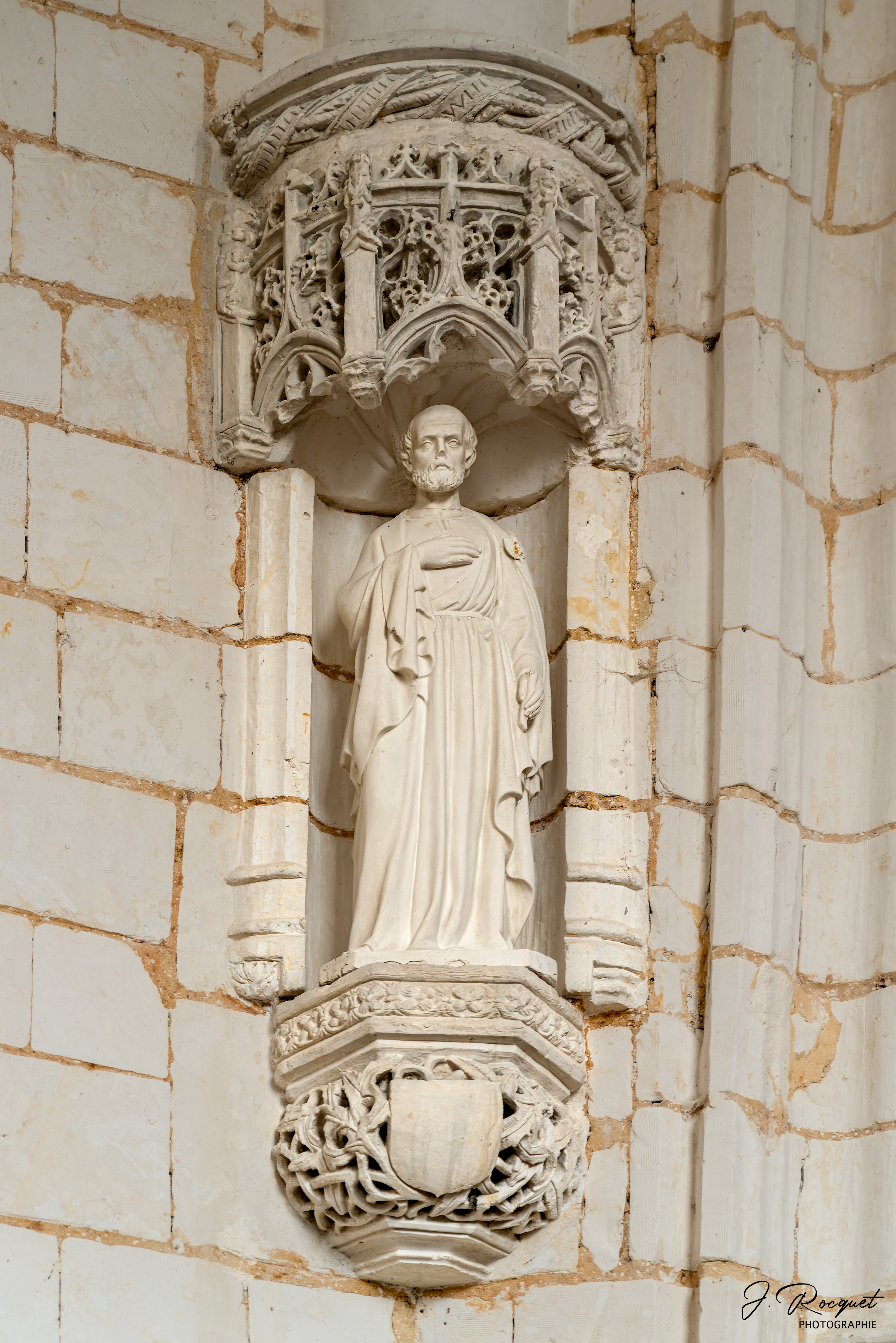
Albâtre taillé XVIIe siècle
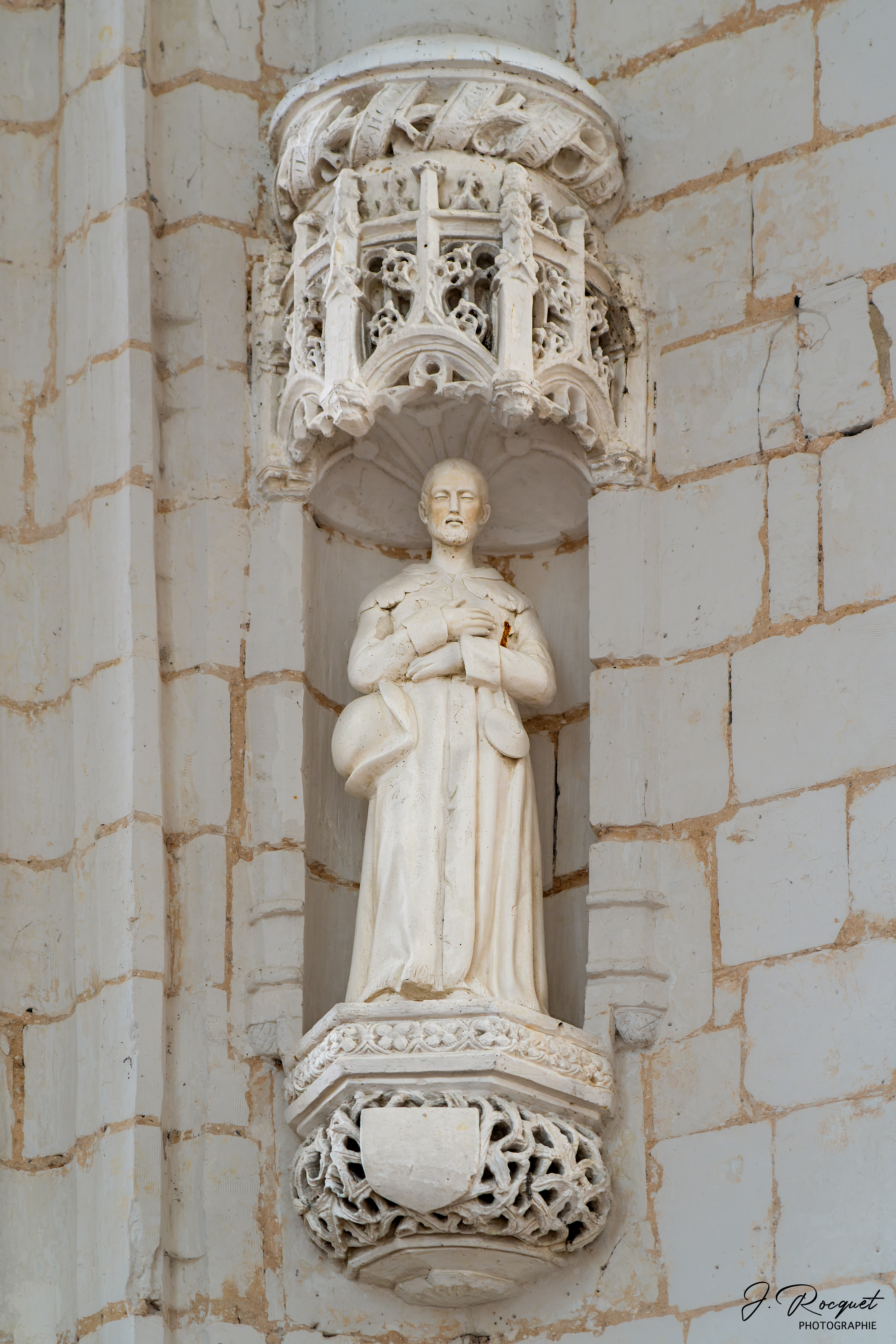
Albâtre taillé XVIIe siècle
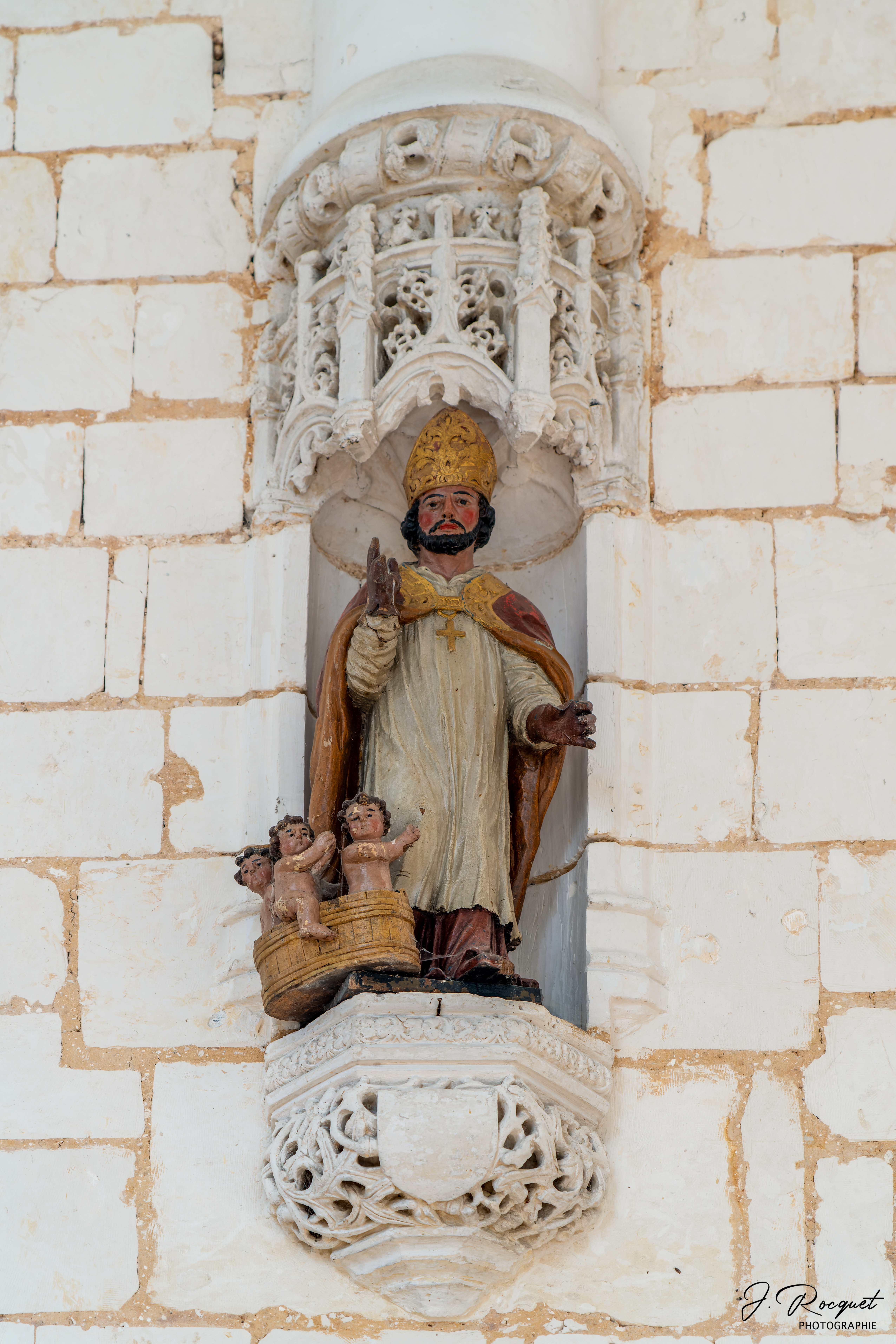
Bois taillé polychrome début XIXe siècle
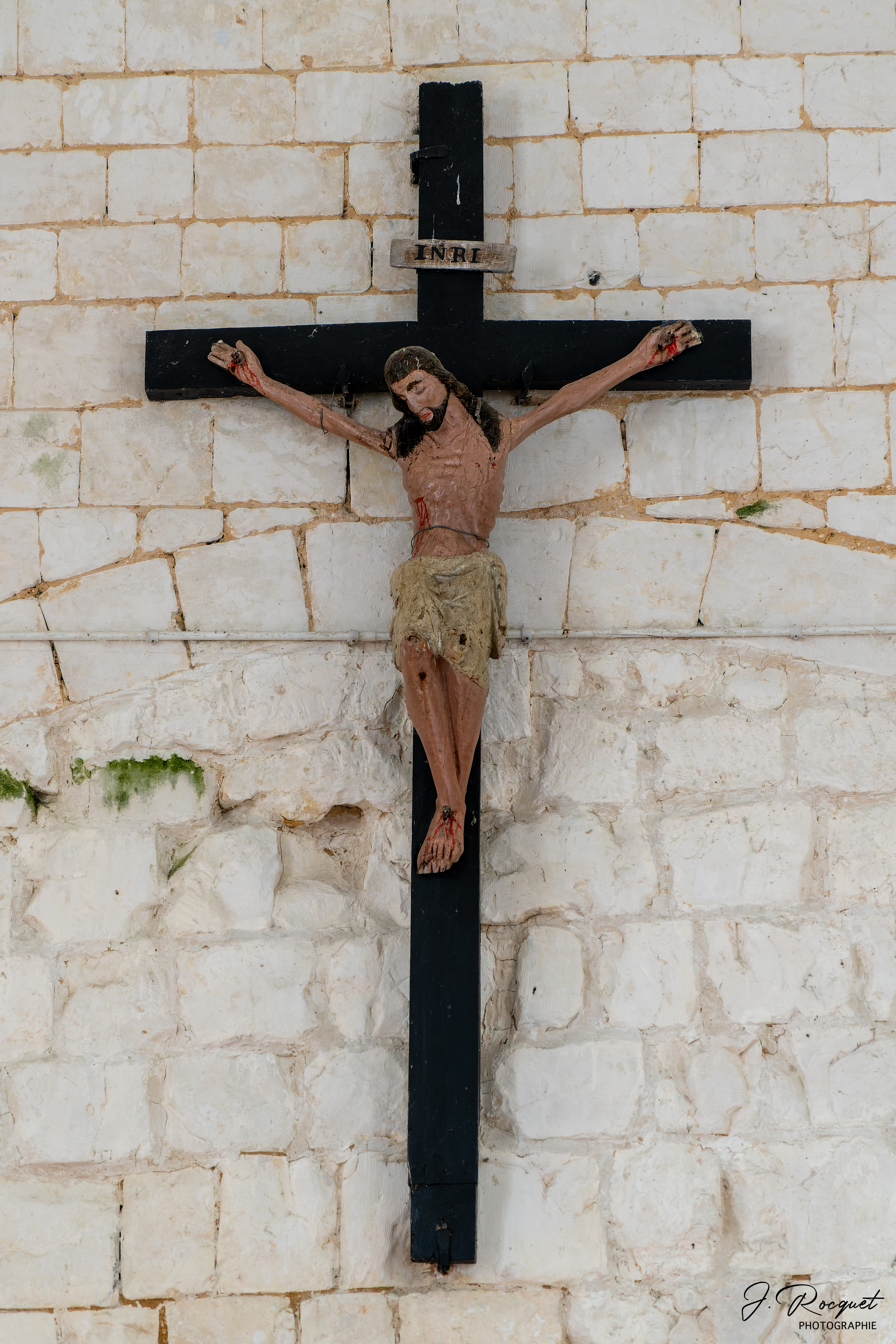
Bois taillé polychrome début XVe siècle

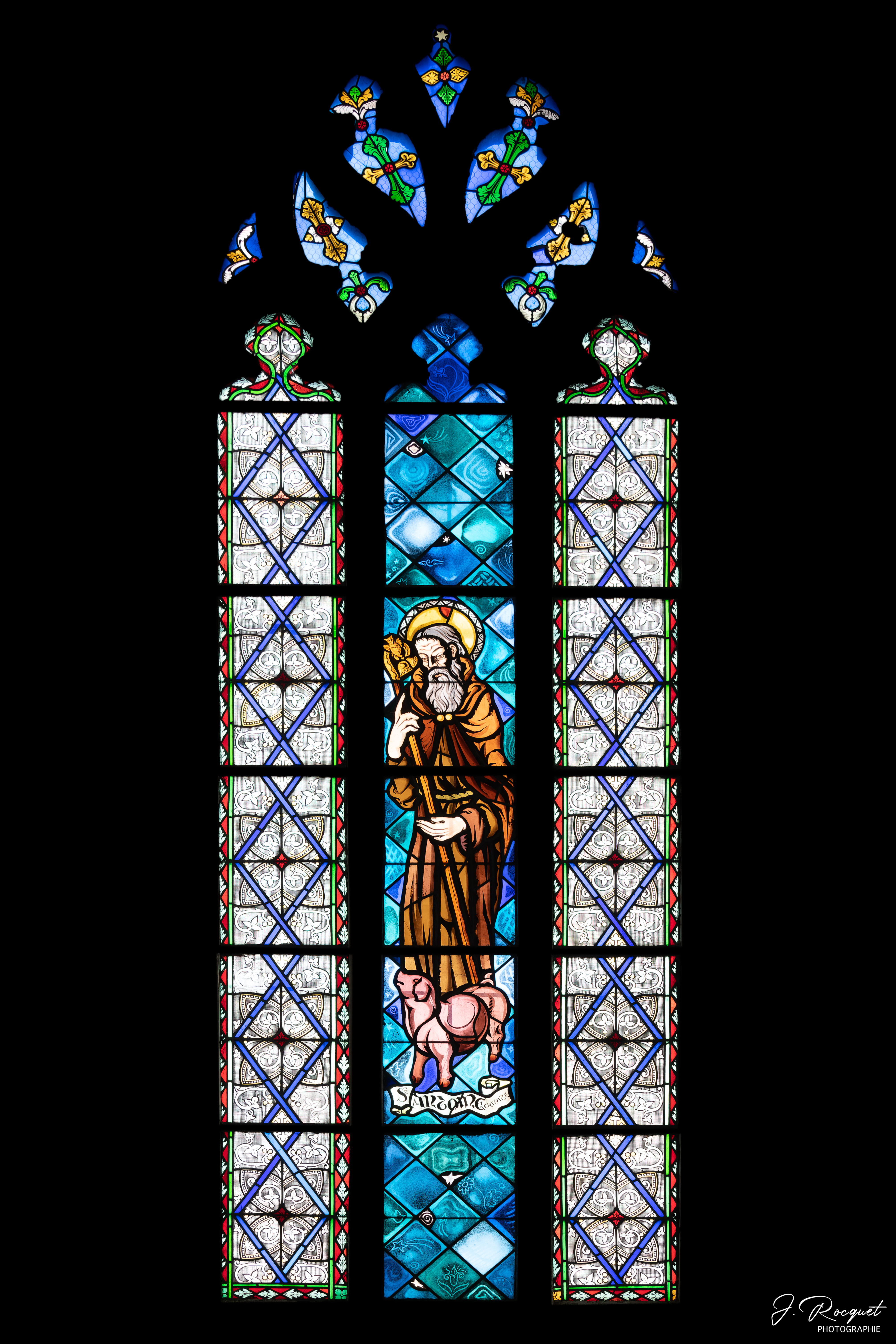
Saint Antoine
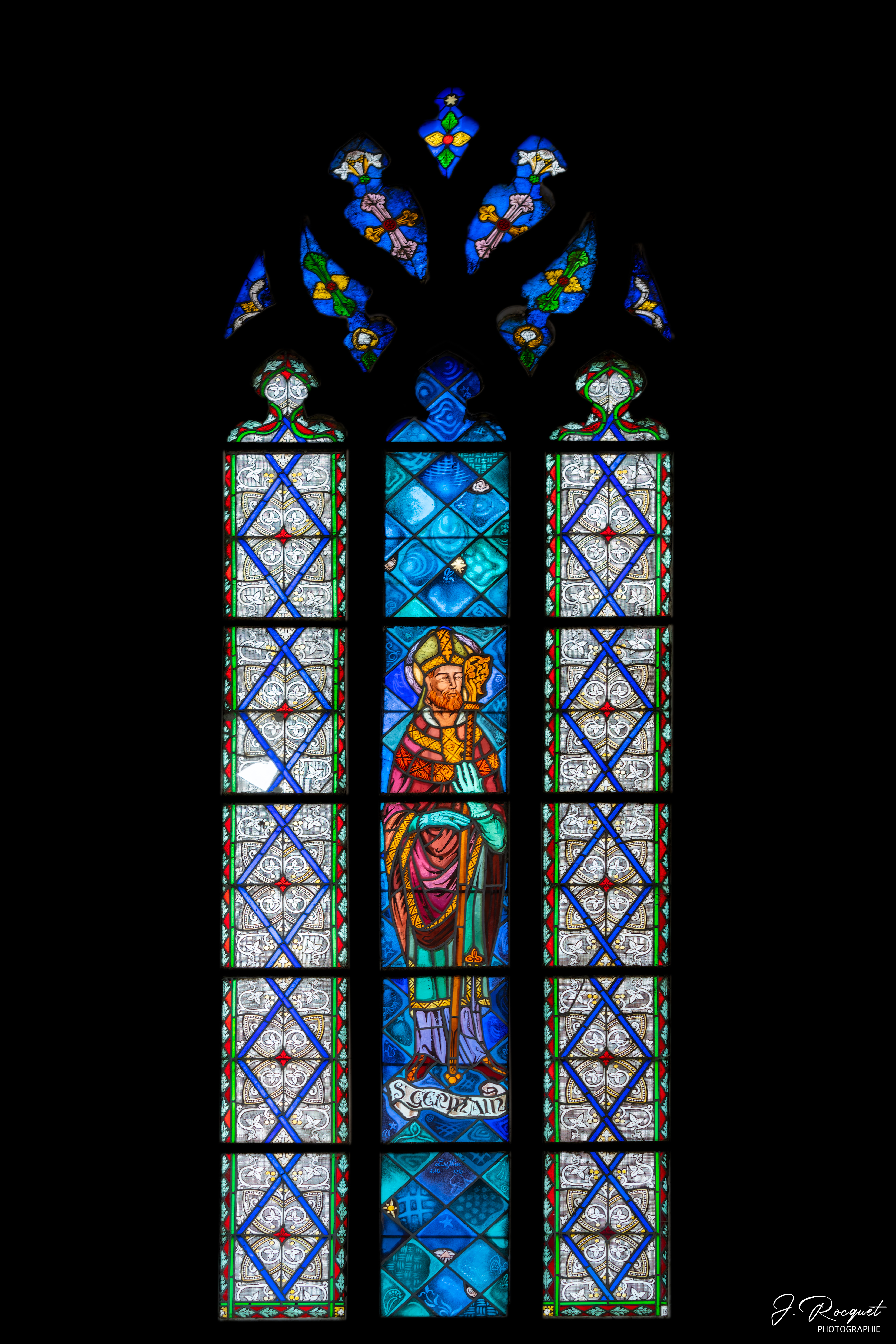
Saint Germain

- Le château[52].

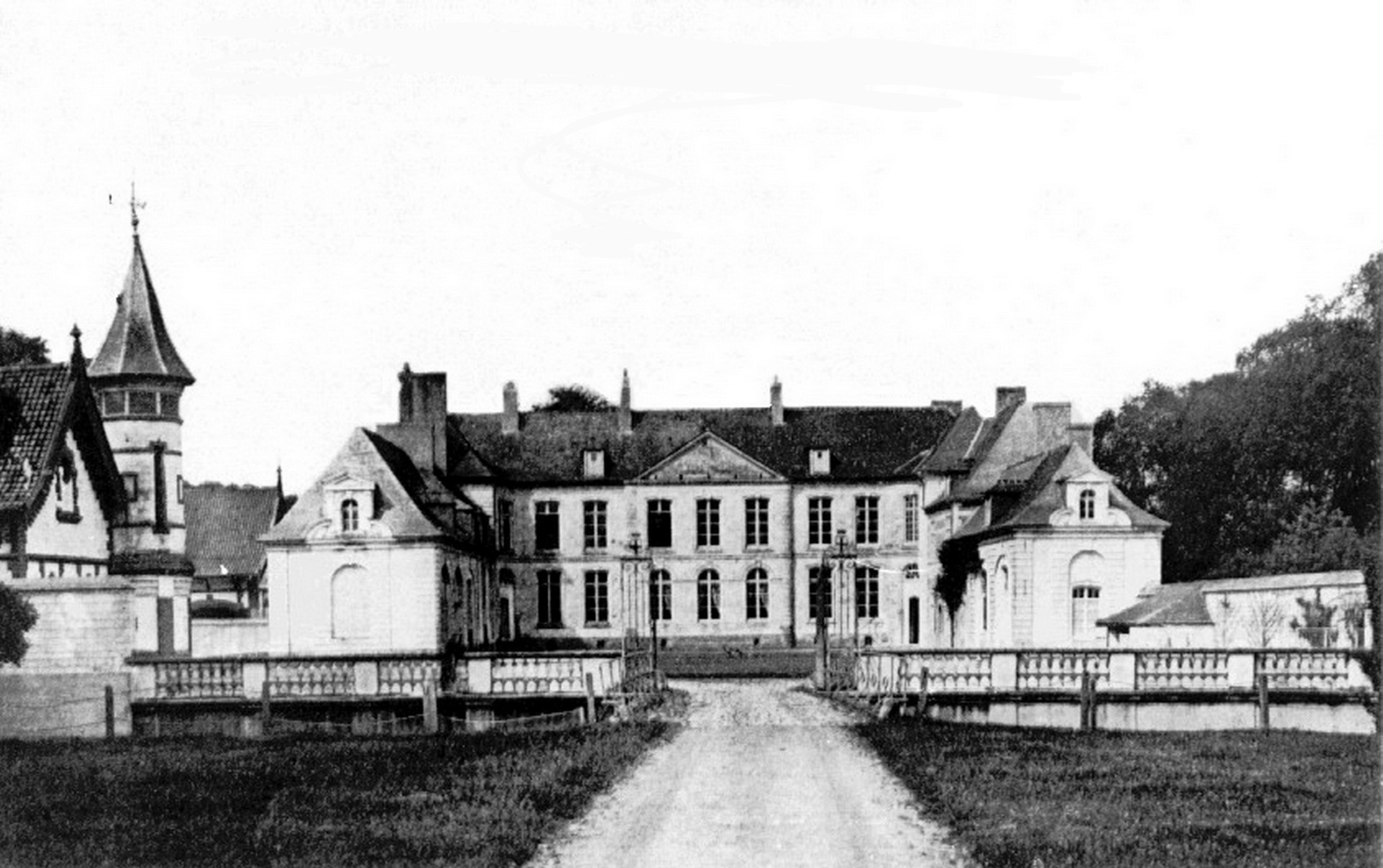
Le château XVIIIe siècle avant sa destruction en 1944.
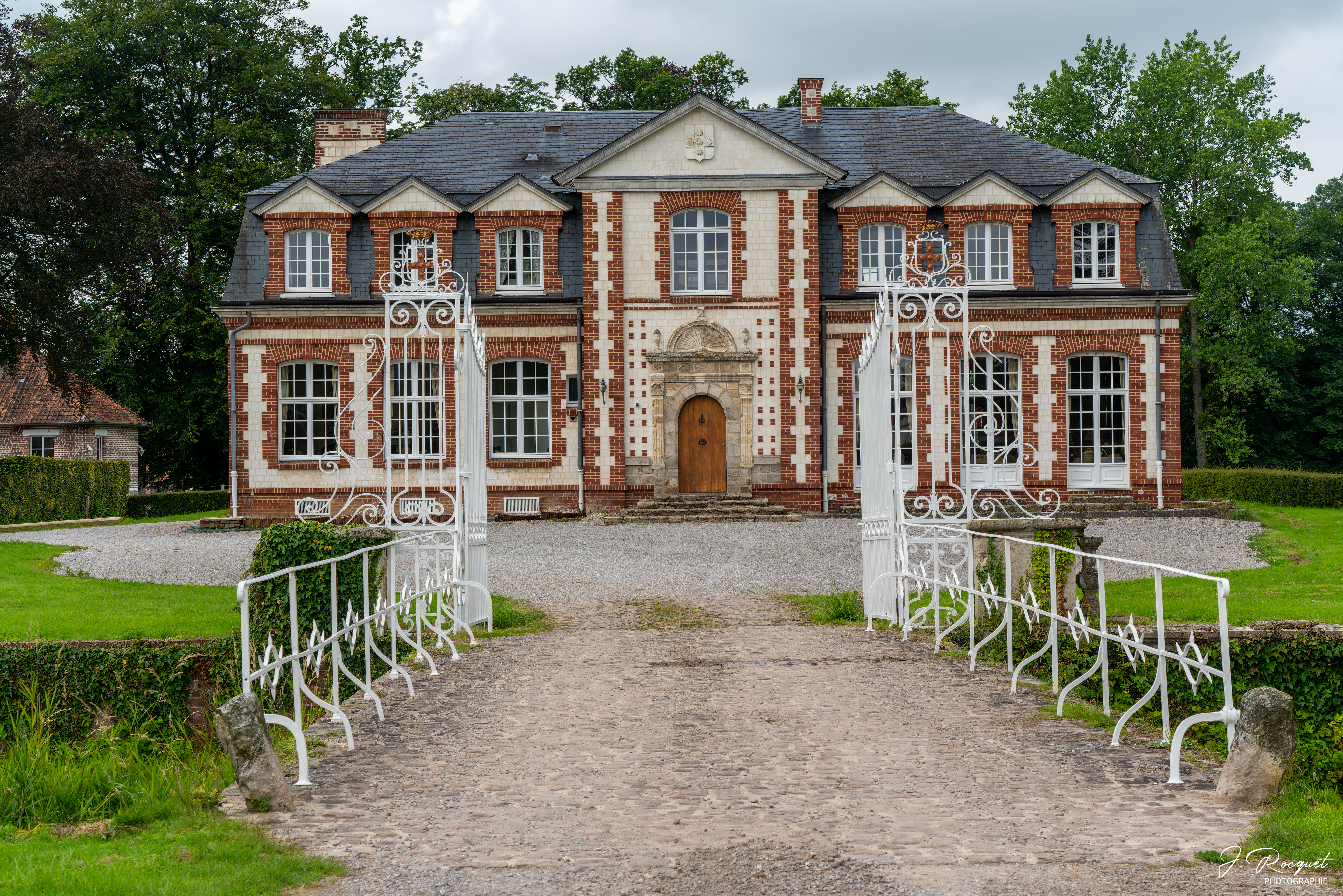
Le château reconstruit dans les Années 1960. Propriété privée.

- Le souterrain. La tradition écrite et orale rapporte la notion d'un souterrain non retrouvé allant du château à Fressin[53],[54],[55],[56],[57].
- Le monument aux morts de Royon est situé à proximité de l'église Saint-Germain[58].

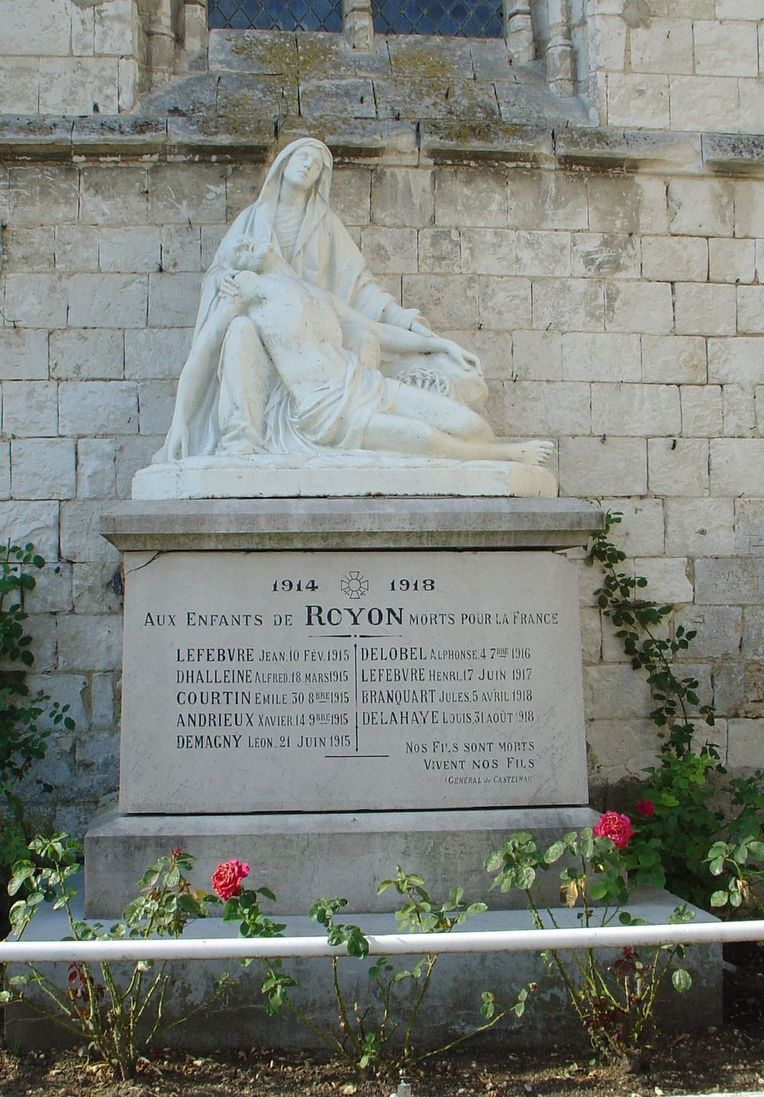
Le monument aux morts.

- L'arbre (de la Révolution) sur la route de Royon à Sains-les-Fressins.

### Héraldique
| Blason de Royon | Blason  | D'argent à la croix de gueules chargée en cœur d'une coquille d'or et cantonnée de quatre coquilles de gueules.                                      |
| Blason de Royon | Détails | Armes, modifiées, de la famille de Hauteclocque, toujours existante et représentée dans la commune. Le statut officiel du blason reste à déterminer. |

## Pour approfondir

#### Bases de données, dictionnaires et encyclopédies
- Ressources relatives à la géographie :   - Insee (communes)
  - Ldh/EHESS/Cassini
- Ressource relative à plusieurs domaines :   - Annuaire du service public français
- Notices d'autorité :   - BnF (données)